# Starlink
Starlink — проєкт американської компанії SpaceX щодо розробки високопродуктивної супутникової платформи для виготовлення супутників зв'язку та запусків великої їх кількості (сузір'я) у космос. Система надає доступ до широкосмугового інтернету у будь-якій точці планети. Першою компанія почала обслуговувати Канаду та США (2020).
Назва «Starlink» взята із роману Джона Ґріна «Провина зірок». Проєкт почався у 2015 році, а перші два супутники було запущено у тестовий політ 22 лютого 2018 року ракетою Falcon 9. Запуск наступної партії сателітів вже із 60-ти одиниць відбувся у травні 2019 року. У січні 2020 року SpaceX стала власницею найбільшої кількості супутників на орбіті (180 штук). До середини 2020-х років компанія планувала відправити на певні орбіти близько 12 тис. апаратів, однак у 2019 році з'явилася інформація про заявку на ще 30 тис. штук.
SpaceX допускає можливість продажу супутників, виготовлених на платформі Starlink, після чого ті зможуть використовуватися у наукових або військових цілях, а зароблені кошти Ілон Маск планує витратити на розробку ракети Starship для польотів на Марс. Компанія має намір розмістити подібне сузір'я і на навколомарсовій орбіті.

## Історія
Згідно з наведеними SpaceX даними, 57 % людей на Землі не мають доступу до інтернету. Поява мережі SpaceX була анонсована у січні 2015 року. Її прогнозована пропускна здатність становила 50 % усього інтернет-трафіку та 10 % — у великих, густонаселених містах.
Місце, де виготовлятимуться супутники, знаходиться в Редмонді. Воно складається з двох об'єктів, площею 2,8 і 3,8 тис. м². Спочатку для роботи там найняли 60 працівників, плануючи збільшити їхню кількість до 1 тис. протягом кількох років.
У липні 2016 року SpaceX придбала територію у 740 м² у м. Ірвайн, Каліфорнія (Orange County). Зі списку вакансій для цього офісу можна було зрозуміти, що там займатимуться цифровою обробкою сигналів, радіочастотними мікросхемами та ASIC для супутників.
У листопаді 2016 року було подано заявку до Федеральної комісії зі зв'язку США (ФКЗ) щодо системи супутників у Fixed-satellite service, що використовуватимуться у діапазонах частот Ku та Ka.
У березні 2017 року компанія поділилася планами сформувати сузір'я супутників «V-діапазону, що знаходитимуться на не-геосинхронних орбітах для надання послуг зв'язку» в електромагнітному спектрі, котрий раніше не був «широко застосований для комерційних комунікаційних послуг». Воно називатиметься «Сузір'ям V-діапазону ННО» англ. VLEO і міститиме 7518 супутників, які слідуватимуть за раніше заявленими 4425 супутниками, що функціонуватимуть у Ku та Ka-діапазоні Більша група (7518) буде виведена на орбіту з висотою 340 км, а менша (4425) — працюватиме на висоті 550 та 1200 км.
У 2015—2017 роках виникли деякі проблеми із ліцензуванням спектру обслуговування. У 2017 році SpaceX подала документи, прагнучи зареєструвати назву «Starlink» для свого сузір'я супутників. Також наприкінці 2017 року вони оприлюднили свій план щодо боротьби зі збільшення кількості космічного сміття, адже зараз на орбіті перебуває приблизно 4300 діючих і вже недіючих супутників. Згідно з ним, супутники із сузір'я Starlink, які відслужать свій термін експлуатації, будуть самостійно сходити з орбіти, використовуючи власні рушії, і керовано спускатися у атмосфері. Це відбуватиметься протягом року від моменту закінчення терміну їх використання (5—7 років). У випадку виходу з ладу системи власних рушіїв супутника, висота орбіти (приблизно 550 км) дозволить йому потрапити у щільні шари атмосфери протягом 1-5 років та згоріти там, не залишаючи сміття на навколоземній орбіті. На відміну від інших супутників, які перебувають на значно вищих орбітах, і потраплять у щільні шари атмосфери протягом сотень чи тисяч років після закінчення терміну експлуатації.
Хоча тестовий політ двох прототипів супутника спочатку був запланований на 2016 рік, насправді він відбувся 22 лютого 2018 року. Запущені супутники отримали назву «Tintin A» та «Tintin B», а Ілон Маск у своєму твіті «по секрету» повідомив, що пароль до wi-fi — «martians» (марсіани).
У березні 2018 року ФКЗ схвалила запуск 4425 супутників Згідно з ліцензією, компанія повинна запустити хоча б половину з них протягом 6 років. У серпні SpaceX отримала американський та міжнародний патенти на дизайн фазованої антени, що необхідна для прийому користувачем сигналу із космосу. Позаяк це лише третій патент, на який претендувала компанія за весь час свого існування, то, вочевидь, ця антена має дуже велике значення.
У жовтні 2019 року, Маск написав у Twitter: «Надсилаю цей твіт через космос за допомогою супутника Starlink… Це спрацювало!». Тоді ж стало відомо, що ФКЗ на прохання SpaceX направила заявку до Міжнародного союзу електрозв'язку щодо збільшення сузір'я ще на 30 тис. одиниць. Вони працюватимуть на висоті 328—550 км.
У жовтні 2020 року SpaceX підписала угоду на $149 млн. з Агентством космічних розробок на поставку восени наступного року чотирьох сателітів, що виготовлятимуться на базі Starlink. Завдяки інфрачервоному датчику супутники виявлятимуть і відстежуватимуть ворожі балістичні та гіперзвукові ракети.
У серпні 2021 року грузинська делегація в США домовилася про співпрацю зі SpaceX, завдяки чому в країні одній з перших почав працювати пілотний доступ до супутникового інтернету.
13 листопада 2021 року ракета-носій Falcon 9 успішно вивела на орбіту партію з 53 міні-супутників, призначених для продовження розгортання глобальної мережі інтернет-покриття системи Starlink.
Невдовзі після запуску 3 лютого 2022 року та виконання перших тестових маневрів, 40 із 49 супутників пошкодила потужна геомагнітна буря. Вони поступово сходитимуть з орбіти і згорять в атмосфері Землі протягом найближчого часу.
Запуск 4 травня 2023 року чергових 56 супутників Starlink, став ключовою віхою в розвитку широкосмугового супутникового проєкту Ілона Маска та в історії його ракети Falcon-9. За повідомленням астрофізика Джонатана Макдауелла з Гарвард-Смітсонівського астрофізичного центру, кількість наявних на орбіті супутників SpaceX вже перевищила позначку у 4000 та рухається до запланованої позначки у 4340.
26 серпня 2023 року, о 21:05 (за місцевим часом) або 27 серпня 2023 року, о 04:05 (за київським часом), з бази космічних сил США на мисі Канаверал у штаті Флорида (США), за допомогою ракети-носій Falcon 9 відбувся запуск 22 супутників Starlink. Таким чином, угрупування Starlink, перевищило позначку в 5000 одиниць. До цього пуску на орбіті перебувало 4983 супутники, в даний час їх — 5005 одиниць.
У жовтні 2023 року Ілон Маск заявив, що Starlink допомагатиме міжнародним організаціям у Секторі Газа, у відповідь на це влада Ізраїлю заявила про плани відмовитися від Starlink.
Станом на 30 березня 2024 року, угруповання Starlink включало 5601 орбітальних апаратів. Відповідно, компанія обслуговувала понад 2,6 млн клієнтів, включаючи кілька комерційних та державних секторів у всьому світі. Сумарна швидкість передачі даних при цьому досягла 188160 Мбіт/с. Крім того, SpaceX випереджає державні та приватні компанії за масштабами розгортання космічних апаратів. Наприклад, в 2023 році на частку супутників Starlink припало 50 % всіх світових спроб запуску в космос.
В жовтні 2024 року авіакомпанія Qatar Airways та SpaceX вперше запустили супутниковий інтернет Starlink для пасажирів літака Boeing 777 рейсу з Дохи — до Лондону. У липні 2025 року SpaceX повідомила, що супутниковий інтернет Starlink вже доступний на борту тисячі літаків. Одним із лідерів у впровадженні технології стала авіакомпанія Qatar Airways, яка встановила Starlink на 54 літаки Boeing 777. Цей процес зайняв лише дев’ять місяців замість запланованих двох років. Незабаром супутниковий інтернет з’явиться і на її літаках Airbus A350. Також Starlink почали впроваджувати інші авіакомпанії, зокрема Hawaiian Airlines, JSX та United Airlines.

## Технічні характеристики

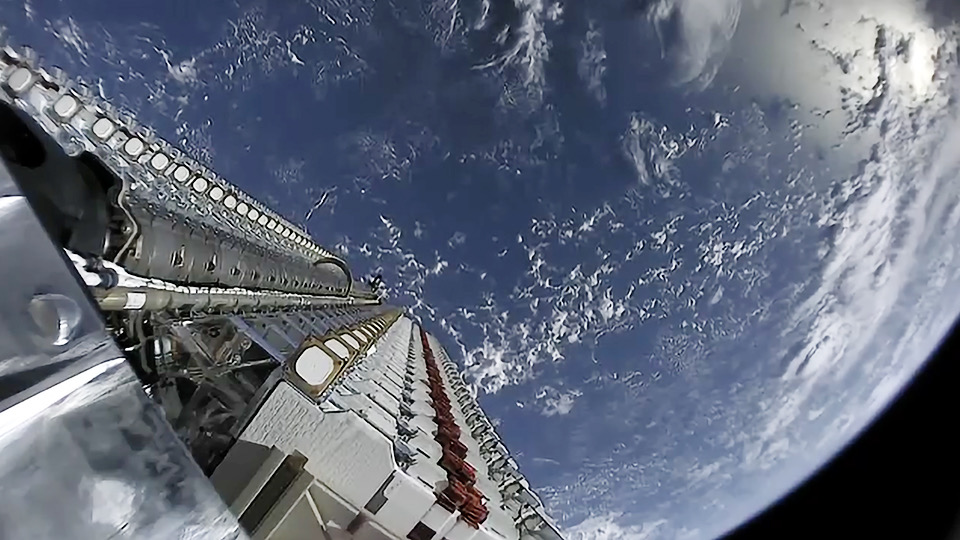
60 супутників на орбіті до відстикування від другого ступеня ракети

Супутники, завдяки застосуванню платформи, виробляються серійно (~120 штук на місяць), тому коштують значно менше подібних, але випущених в одиничній версії. Вони належать до класу малих і важать ~260 кг. На відміну від більш поширених наразі кубічних сателітів, мають значно пласкішу форму та є стійкішими до пошкоджень. Це дозволяє поміщати їх велику кількість (60 шт.) всередині обтікача ракети та здійснювати відстикування у космосі без наявності спеціального механізму для кожного із них. Замість двох стандартних сонячних панелей Starlink має одну велику, потужністю 3 кВт. Використовуючи іонний двигун на криптоні, кожен апарат здатен маневрувати, облітаючи космічне сміття, а після закінчення терміну служби спеціально сходити з орбіти і згорати в атмосфері, щоб самому не засмічувати простір. Застосування криптону, а не ксенону здешевлює кожен супутник на ~ $50 тис. Точне визначення місцеперебування всіх сателітів допомагатиме визначати навігаційна система відстеження зірок.
Відповідно документам, поданим до Федеральної комісії зі зв'язку США, супутники у космосі спілкуватимуться між собою на частоті понад 10 тис Гц за допомогою лазерного променя. Із наземними станціями та терміналами користувачів зв'язок здійснюватиметься у радіо (Ku- та Ka-) діапазонах на частоті 12 ГГц. Ku-антени більш надійні у роботі навіть у хмарну та дощову погоду, а Ка-антени забезпечують значно більшу пропускну здатність.
Обіцяна швидкість передачі даних — 1Гбіт/с для кожного споживача. Щоразу запуск 60 супутників може забезпечити 1 терабіт пропускної здатності, що потенційно може підтримувати 40000 користувачів, які одночасно передають контент високої якості. Зазвичай зв'язок із геостаціонарним супутником має мінімальну кругову затримку сигнала (туди-назад) у 239 мс, але іноді вона може сягати і 600 мс. Супутники Starlink будуть обертатися на висоті в 1/30 цієї відстані, тому затримка сигналу становитиме лише 25-30 мс, що співмірно із кабельним або оптоволоконним зв'язком. SpaceX навіть намагається досягти величини у 10 мс. Система використовуватиме протокол peer-to-peer.
У жовтні 2024 року SpaceX повідомила Федеральній комісії зі зв’язку США (FCC) про плани збільшити максимальну швидкість Starlink у десять разів — зі 100 Мбіт/с до 1 Гбіт/с. Вперше SpaceX пообіцяла гігабітну швидкість супутникового інтернету в 2016 році, ще до запуску Starlink. На 2024 рік, фактично, швидкість такого інтернету становить ~100 Мбіт/с. Разом з тим, на сайті проєкту зазначається, що користувачам Starlink доступна швидкість від 25 до 220 Мбіт/с.

### Кількісні характеристики сузір'я

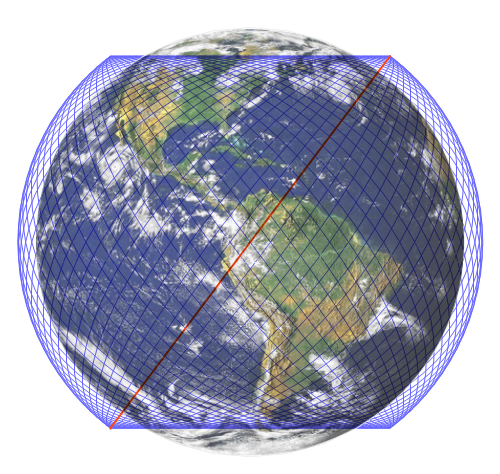
Супутники Starlink на 72 орбітах по 22 у кожній, всього 1584 одиниці

Початково планувалося, що супутники першої фази виводитимуть на висоту 1100—1300 км, однак у квітні 2021 компанія отримала дозвіл розмістити їх на 550 км.
| Фаза                                                                                | Група № | Орбіта, км | Нахил орбіти, град. | Запланована кількість супутників | Термін до запуску половини супутників | Термін до запуску всіх супутників | Запущено | Працюють | Перебувають на робочій орбіті | Деорбітують або знищені |
| ----------------------------------------------------------------------------------- | ------- | ---------- | ------------------- | -------------------------------- | ------------------------------------- | --------------------------------- | -------- | -------- | ----------------------------- | ----------------------- |
| Загальна кількість запущених супутників Starlink усіх версій (на 24.07.2022) — 2957 |         |            |                     |                                  |                                       |                                   |          |          |                               |                         |
| 1                                                                                   | 1       | 550        | 53                  | 1584                             | березень 2024                         | березень 2027                     | 1776     | 2664     | 2188                          | 290+                    |
| 1                                                                                   | 4       | 540        | 53,2                | 1584                             | березень 2024                         | березень 2027                     | 1025     | 2664     | 2188                          | 290+                    |
| 1                                                                                   | 2       | 570        | 70                  | 720                              | березень 2024                         | березень 2027                     | 51       | 2664     | 2188                          | 290+                    |
| 1                                                                                   | 3       | 560        | 97,6                | 348                              | березень 2024                         | березень 2027                     | 105      | 2664     | 2188                          | 290+                    |
| 1                                                                                   | 5       | 560        | 97,6                | 172                              | березень 2024                         | березень 2027                     | 0        | 2664     | 2188                          | 290+                    |
| 2                                                                                   |         | 335,9      | 42                  | 2493                             | листопад 2024                         | листопад 2027                     |          | 2664     | 2188                          | 290+                    |
| 2                                                                                   |         | 340,8      | 48                  | 2478                             | листопад 2024                         | листопад 2027                     |          | 2664     | 2188                          | 290+                    |
| 2                                                                                   |         | 345,6      | 53                  | 2547                             | листопад 2024                         | листопад 2027                     |          | 2664     | 2188                          | 290+                    |

### Відмінності між версіями Starlink

#### TinTin
Першими були запущені два прототипи, що спочатку називалися «MicroSat», а потім були перейменовані у «Tintin». Завдяки оснащенню камерами вони могли фільмувати Землю. Для зв'язку із ними у будівлях, що знаходяться у власності SpaceX та Tesla Inc. у Каліфорнії, Техасі та Вашингтоні, розмістили стаціонарні станції прийому. Також застосовувалися три мобільні комунікатори у фургонах. Такий зв'язок здійснювався щодня протягом 10 хв. Також існує інформація, що SpaceX домовилася про тестування сигналу високошвидкісного інтернету в таких країнах як Аргентина, Норвегія та Нова Зеландія. Навесні 2020 року запустили процес їхньої деорбітації.

#### Starlink v0.9 (тестова версія)[51][52]
- маса — 227 кг;
- наявні антени, що працюють у Ku-діапазоні;
- 95 % деталей цих супутників на кінець терміну придатності згорять у атмосфері.

#### Starlink v1.0
Основними харектеристиками Starlink v1.0 стали:
- маса — 260 кг;
- додані Ka-антени;
- на один супутник «DarkSat», що запустили у січні 2020 року, нанесене спеціальне покриття для зменшення альбедо;
- 100 % деталей супутників на кінець терміну придатності - згорять у атмосфері.

#### Starlink v1.5
- матимуть обладнання для передачі одне одному інформації за допомогою лазерного променя. Супутники з лазерним типом передачі даних призначені насамперед для покриття інтернетом приполярних територій (наприклад, на Алясці). Такі апарати оснащено лазерними передавачами, що мають підвищити швидкість і стабільність сигналу[55].

#### Starlink v2.0
Будуть ще продуктивніші, ніж v1.5

### Користувацькі термінали та наземні станції

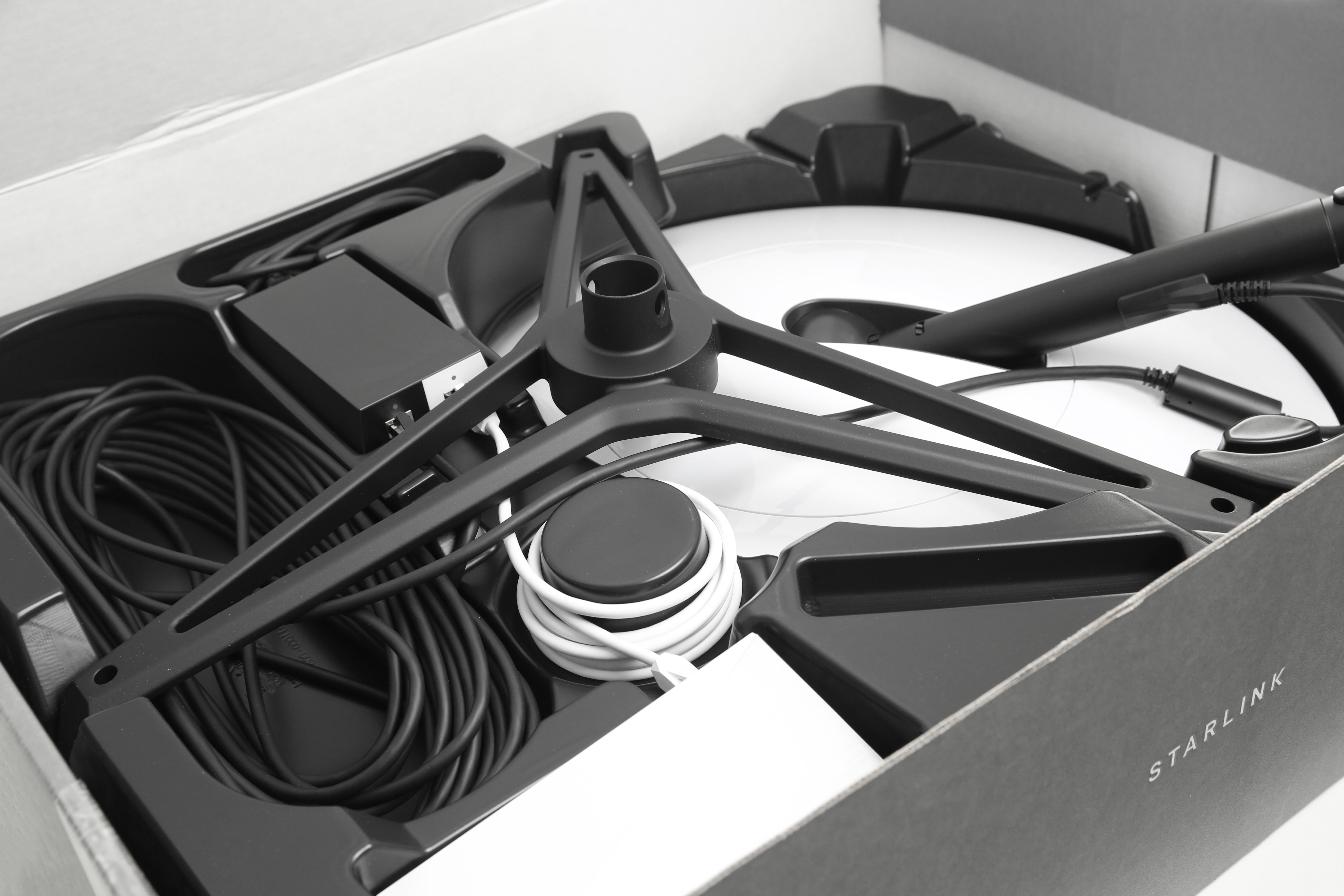
Користувацький термінал

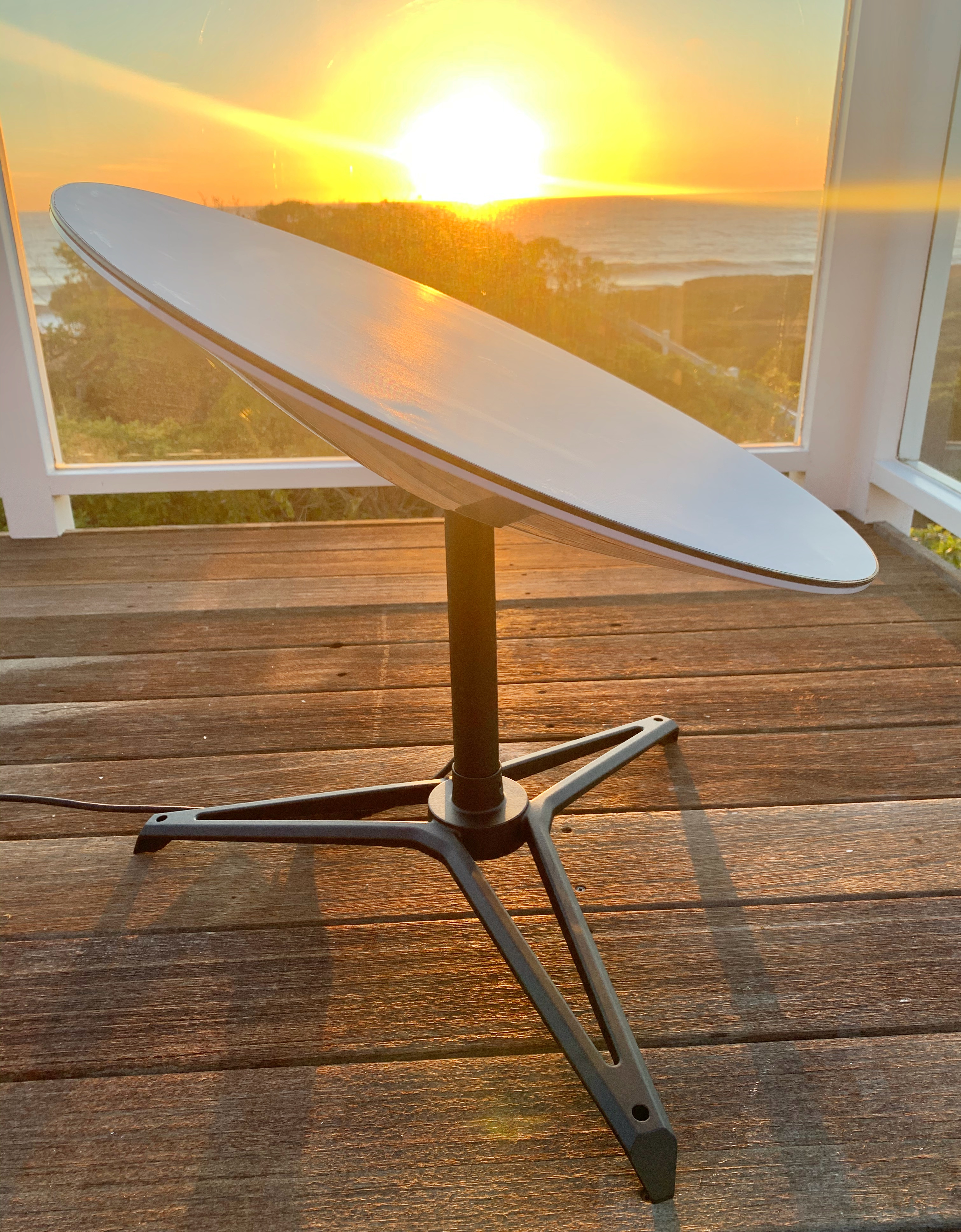
Антена першого покоління

На відміну від супутникового зв'язку через Iridium satellite constellation, сигнал від якого подається безпосередньо у телефон, система Starlink потребуватиме додаткового термінала (супутникової тарілки із роутером), що відстежуватиме супутники за допомогою фазованої антенної решітки, яку рухатиме вбудований моторчик. Встановлювати його потрібно, спрямувавши у небо.
У березні 2020 року SpaceX отримала дозвіл від ФКЗ США на встановлення 1 млн. своїх наземних антен розміром 48 см, що дозволить розповсюдити саме цю кількість користувацьких терміналів. Спочатку розпочалися випробування їх роботи серед працівників SpaceX, а у жовтні стартувало бета-тестування. Воно розпочалося після підйому 840 супутників,. Перші неофіційні дані від тестувальників виявилися наступними:
- затримка сигналу складає (20-94) мс;
- швидкість завантаження — (11-60) Мбіт/с;
- швидкість відправлення даних — (5-18) Мбіт/с[62].

В листопаді 2023 року SpaceX представила нову супутникову антену Starlink, яка орієнтована на побутових користувачів і має підвищити якість широкосмугового зв’язку. В новій конструкції супутникової антени, яка має іншу форму та за технічними характеристиками відрізняється від антени Starlink другого покоління, SpaceX вирішила відмовитися від поворотного механізму у підставці антени та забезпечила здатність антени витримувати занурення у воду на глибину до 1 м протягом 30 хв. До комплекту нової антени також включено новий маршрутизатор Gen 3, який підтримує Wi-Fi 6 і має два порти Ethernet.
Для безпосереднього під'єднання до всесвітньої мережі SpaceX потребує встановлення сотень наземних станцій обробки даних. Але ця кількість є незначною завдяки наявності багатьох супутників. Адже вони у випадку відсутності поблизу від користувача такої станції за допомогою лазера швидко передаватимуть одне одному інформацію, аж поки якийсь із супутників зможе «побачити» необхідну станцію. І саме це потрібно для малозаселених територій.
У червні 2024 року SpaceX запустила в користування Starlink Mini — компактнішу версію терміналів супутникового звʼязку Starlink.
25 вересня 2024 року в Україні було збито російський дрон «Герань-2» (Shahed), який був оснащений супутниковим зв’язком Starlink від SpaceХ.
У вересні 2024 року SpaceX приступила до тестування в США свого сервісу Starlink Direct To Cell (DTC), який дозволяє здійснювати мобільний зв’язок через супутники. Спочатку сервіс буде доступний лише для абонентів T-Mobile, однак у майбутньому він працюватиме з усіма американськими операторами.

## Вартість та умови користування
2021 року нові користувачі β-версії могли замовити термінал за $499 і за $99/міс. та отримати доступ до інтернету на швидкості 50-150 Мбіт/с та пінгом 20-40 мс. В Україні можливість замовлення з'явилася 28 лютого 2022 року.
У жовтні 2020 року β-користувачі оприлюднили деякі умови користувацького договору, з яких випливає, що у межах Землі та Місяця сторони зобов'язуються діяти у межах законів штату Каліфорнія, однак, найбільшу увагу привертає наступний пункт:
«Що стосується послуг, що надаватимуться на Марсі або на «Starship», чи іншому космічному кораблі марсіанських колоністів, сторони контракту визнають Марс вільною планетою, і жоден уряд, який знаходиться на Землі, не матиме повноважень та суверенітету над марсіанською діяльністю. Відповідно, суперечки вирішуватимуться на основі принципів самоуправління, які встановлюватимуться добросовісно під час заселення Марса»— Умови договору для користувачів Starlink
На початку лютого 2022 року компанія SpaceX запропонувала супутниковий інтернет з підвищеною швидкістю. При цьому ціна пакету «Premium», анонсованого 2 лютого главою компанії Ілоном Маском, становить $500/міс. У пакеті пропонується підвищена швидкість доступу в Інтернет: від 150 до 500 Мбіт/с (у звичайному пакеті від 50 до 250 Мбіт/с) при скачуванні даних. Для доступу до Інтернету користувачам також буде необхідний набір з антени зі збільшеною площею прийому супутникового сигналу і Wi-Fi роутер Starlink Premium Kit, вартість яких $2500.
У квітні 2023 року, компанія SpaceX, яка займається розгортанням мережі супутникового інтернету Starlink, попередила користувачів сервісу про можливі наслідки за завантаження та розповсюдження піратського контенту. У своєму повідомлені SpaceX звернулася до абонентів з проханням дотримуватися законодавства щодо авторських прав та інших прав на інтелектуальну власність. Компанія застерегла користувачів від завантаження неліцензійного та піратського контенту, а головне — розповсюдження неліцензованих фільмів, серіалів та іншого контенту, використовуючи торент-трекери через термінали Starlink. Перші повідомлення абонентам почали приходити ще на початку 2023 року, а за продовження піратської діяльності SpaceX може повністю від'єднати термінал від зв’язку.

## Економічна доцільність
Охоплення хоча б 5 % телекомунікаційного ринку, за словами Маска, дозволить отримати $50 млрд, що на порядок більше, ніж від запусків космічних апаратів своїх клієнтів. У травні 2018 року розрахункова вартість проєкту становила $10 млрд. Вона передбачала запуск супутників ракетою Falcon 9. Однак навіть політ на ракетах із першими ступенями, використаними повторно, коштує значно дорожче, ніж вартість самих супутників. Застосування ракети BFR допоможе здешевити його у 5 разів. Зароблені кошти планують інвестувати у розвиток тієї ж BFR, за допомогою якої колонізуватимуть Марс.
У червні 2015 року з'явилася інформація, що компанії Google та Fidelity Investments вклали у проєкт Starlink $1 млрд. У квітні 2018 року Fidelity ще додала $500 млн. У тому ж році у рамках контракту на $28 млн. з Повітряними силами США SpaceX розпочала перевірку можливості надання високошвидкісного інтернету у кабіну військового літака С-12. У 2020 році експериментуватимуть із літаком-заправником KC-135 та важкоозброєним AC-130.

## Поширення за країнами
Площа покриття одним супутником території Землі складає еліпс із головною віссю у 2120 км. Щоб надавати доступ до інтернету у певній країні, SpaceX має отримати дозвіл від місцевої влади на роботу на необхідних їм частотах. У листопаді 2021 року SpaceX почала повідомляти клієнтам, які оформили попереднє підключення до Starlink, про перенесення доставки абонентського обладнання на 2022 рік. За словами деяких клієнтів, їм прийшло повідомлення про перенесення навіть на 2023 рік. Причиною зазначена затримка в поставках чіпів, яка вплинула на виробничі можливості. Також SpaceX розповіла, що до кінця 2022 року послуги Starlink стануть доступними ще в 45 країнах світу — зараз очікується схвалення відповідних органів.
Відповідно до звіту Ookla, постачальника найбільшої платформи для вимірювання якості мережі Speedtest, середня швидкість Starlink на 15 ключових ринках зросла до більш ніж 104 Мбіт/с у четвертому кварталі 2021 року. Таким чином сервіс від SpaceX став найшвидшим рішенням у галузі супутникового зв'язку, а також обійшов широкосмуговий доступ до Інтернету в Бельгії, Австралії, Мексиці, низці інших країн та кількох регіонах США.
Служба працює в наступних країнах:
2020: США та частково Канада
2021: Канада, Британія, Німеччина, Нова Зеландія, Австралія, Франція, Австрія, Нідерланди, Бельгія, Ірландія, Данія, Чилі, Португалія, Швейцарія, Польща, Італія, Чехія, Мексика, Хорватія, Швеція, Литва.
2022: Іспанія, Словаччина, Словенія, Тонга, Болгарія, Бразилія, Україна, Іспанія.
2023: Монголія.
2025: Сомалі.
План: Греція, Японія, Індія, Філіппіни, Нігерія, Пакистан.
Супутникова мережа Starlink недоступна для Росії, Афганістану, Білорусі, Венесуели, Ірану, Люксембургу, Куби, Китаю, Північної Кореї та Сирії.

### Starlink в Україні

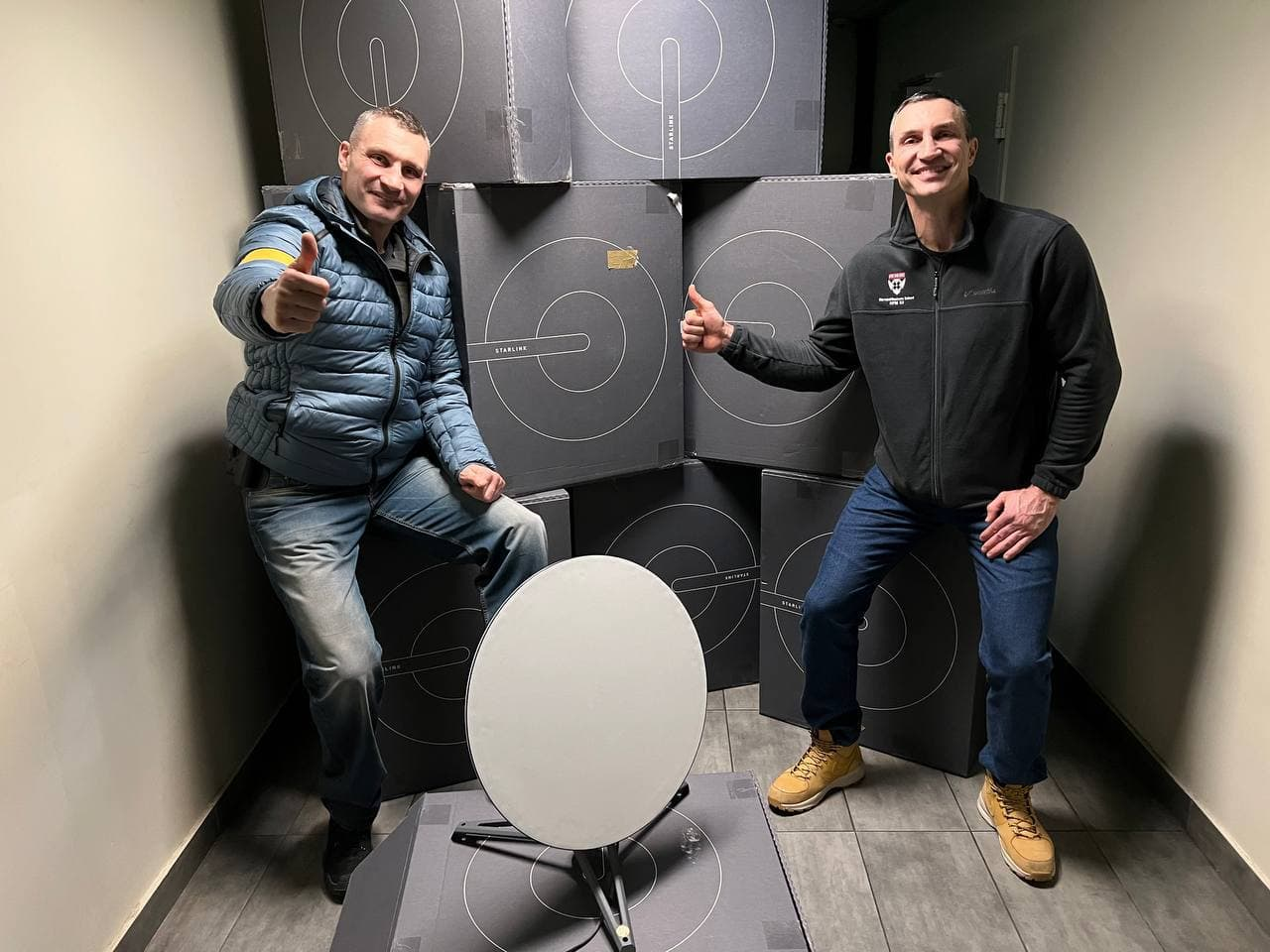
Віталій та Володимир Клички з терміналом Starlink, 5 березня 2022

26 травня 2019 року в небі над Україною вперше було зафіксовано партію супутників Starlink.
Спершу сервіс планували активувати в Україні 2023 року. 26 лютого 2022 року, після вторгнення Росії, міністр цифрової трансформації України Михайло Федоров у Твіттері закликав Ілона Маска надати Україні термінали і доступ до системи. Президент SpaceX Гвен Шотуелл повідомила, що перед цим компанія кілька тижнів працювала над отриманням дозволу на надання послуг Starlink в Україні.
27 лютого 2022 року Ілон Маск відповів, що доступ надано, а термінали вже в дорозі, і наступного дня до України прибула перша партія. Їх розподіляють між Укрзалізницею, військовими, теробороною, територіальними громадами тощо, а також використовують для потреб критичної інфраструктури, медицини, фінансів та енергетики. 9 березня Україна отримала другу (більшу) партію, а 15 березня — третю. 18 березня енергетики компанії ДТЕК отримали ще 170 терміналів. Starlink запущено у Києві, Житомирі, Запоріжжі, Одесі, на Рівненщині та Волині.
Перевагами Starlink є незалежність від наземних мереж і висока швидкість. Разом із тим Маск та інші спеціалісти попереджали, що антени системи можуть бути запеленговані російськими військами і стати мішенями для обстрілів, і тому радили вмикати Starlink тільки за необхідності й розміщувати антену якнайдалі від людей. Також Ілон Маск розповів про спроби «глушити» сигнали Starlink поблизу зон бойових дій. Глава SpaceX наголосив, що компанія «переорієнтується на кіберзахист та подолання глушіння сигналів» шляхом незначних затримок в роботі над Starship та Starlink V2.
Додаток Starlink, який дозволяє обрати оптимальну позицію для встановлення обладнання, став найбільш завантажуваним застосунком в Україні. 13 березня 2022 року застосунок в магазинах App Store та Google Play у всьому світі було завантажено 21 тис. разів.
19 квітня 2022 року стало відомо, що Starlink планує відкриття представництва в Україні.
9 червня 2022 року, міністр цифрової трансформації України Михайло Федоров повідомив, що компанія Starlink Ukraine отримала ліцензію оператора.
У жовтні 2022 року SpaceX заявила, що більше не може оплачувати Starlink для України.
29 грудня 2022 року абонплата для України виросла з $60 до $75. Компанія також подала до суду на українську компанію «ТОВ Старлінк», засновану 2010 року.
1 червня 2023 року, як повідомило агентство Reuters, Starlink, служба супутникового зв'язку SpaceX, уклала контракт з Міністерством оборони США на купівлю супутникових послуг для України.
15 вересня 2023 року, згідно повідомлення Bloomberg, Комітет Сенату США у справах збройних сил розслідуватиме ситуацію про рішення американського бізнесмена, власника SpaceX і Tesla Ілона Маска про вимкнення мережі Starlink для Сил оборони України.
29 вересня 2023 року голова Мінцифри Михайло Федоров під час свого виступу на IT Arena повідомив, що Україна отримала 42 тис. терміналів із початку повномасштабного вторгнення.
10 жовтня 2024 року глава МЗС Польщі Радослав Сікорський, під час пресконференції на Польському Радіо заявив, що термінали Starlink для Збройних Сил України (абонплату за інтернет та закупівлю модулів) фінансує не Ілон Маск, а Польща, і вона продовжуватиме це робити і далі, бо саме Starlink забезпечує доступ до мережі навіть у складних умовах.
На початку березня 2025 року, через скорочення підтримки України з боку США, французький оператор супутникового зв’язку Eutelsat повідомив про плани заміни Starlink в Україні. Французький оператор працює над постачанням стандартних та військових терміналів, плануючи доставити до України 40 тис терміналів, тобто кількість, яку наразі використовує Starlink в Україні. У компанії також зазначили, що їхня мережа OneWeb має понад 600 супутників на орбіті з висотою 1200 км, що забезпечує швидший зв'язок порівняно з супутниками Starlink, які перебувають на значно нижчих навколоземних орбітах.
В червні 2025 року стало відомо, що в Україні може з'явитися офіційне представництво Starlink.
У липні 2025 року, дирекція мобільного оператора «Київстар» повідомила, що Україна стане піонером серед європейських держав у впровадженні супутникових мобільних послуг Starlink. Вже до кінця 2025 року українці зможуть надсилати повідомлення без традиційного покриття, а до середини 2026 року очікується запуск повноцінного інтернету та голосового зв’язку зі смартфонів, тобто напряму через супутники.
В серпні 2025 року в Україні відбулося перше тестування технології Starlink Direct to Cell, яка надає змогу смартфонам підключатися безпосередньо до супутникової мережі без додаткового обладнання. Повноцінний запуск системи для абонентів «Київстар» планується на осінь 2025 року.

## Конкуренція
Головним конкурентом Starlink був проєкт OneWeb по запуску 650 супутників. Також компанія Samsung Electronics має плани щодо запуску 4600 сателітів Amazon.com згідно «Project Kuiper» хоче мати сузір'я із 3236 супутників. Однак SpaceX має ряд переваг, серед яких висока пропускна здатність Starlink, їх низька собівартість та найголовніше — можливість запуску на власних ракетах.
5 серпня 2024 року, як повідомило агентство Reuters, китайське державне підприємство Shanghai Spacecom Satellite Technology (SSST) запустило першу партію супутників, які мають скласти конкуренцію американським супутникам Starlink. Запуск був проведений з космодрому Тайюань, одного з головних китайських центрів запуску супутників і ракет, розташованого в північній провінції Шаньсі. Запуск є частиною плану SSST «Сузір’я тисячі вітрил«», також відомого як «План G60 Starlink», який був розпочатий в 2023 році і спрямований на розгортання понад 15 000 супутників на низькій навколоземній орбіті.

## Критика

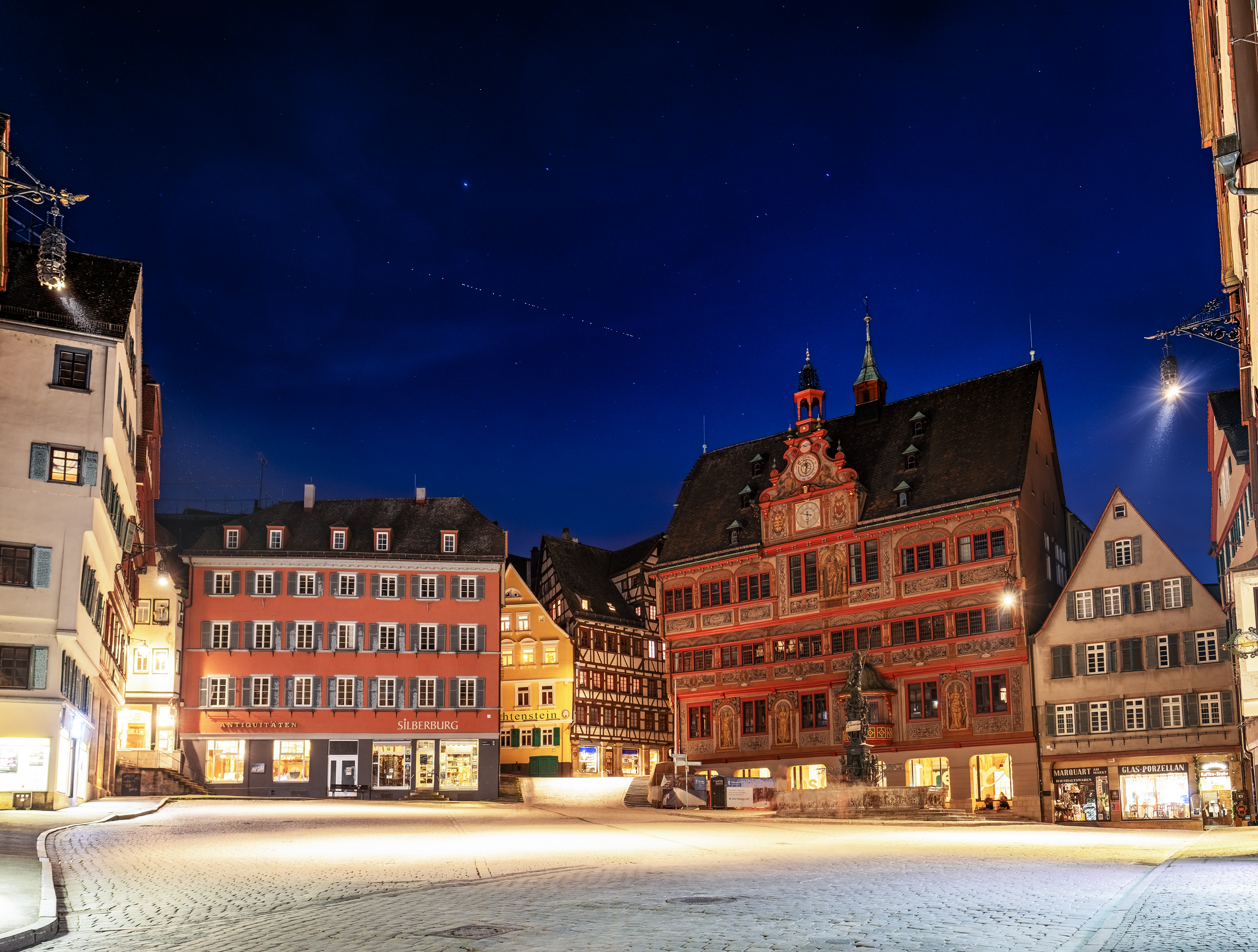
Starlink 6 над Тюбінгеном

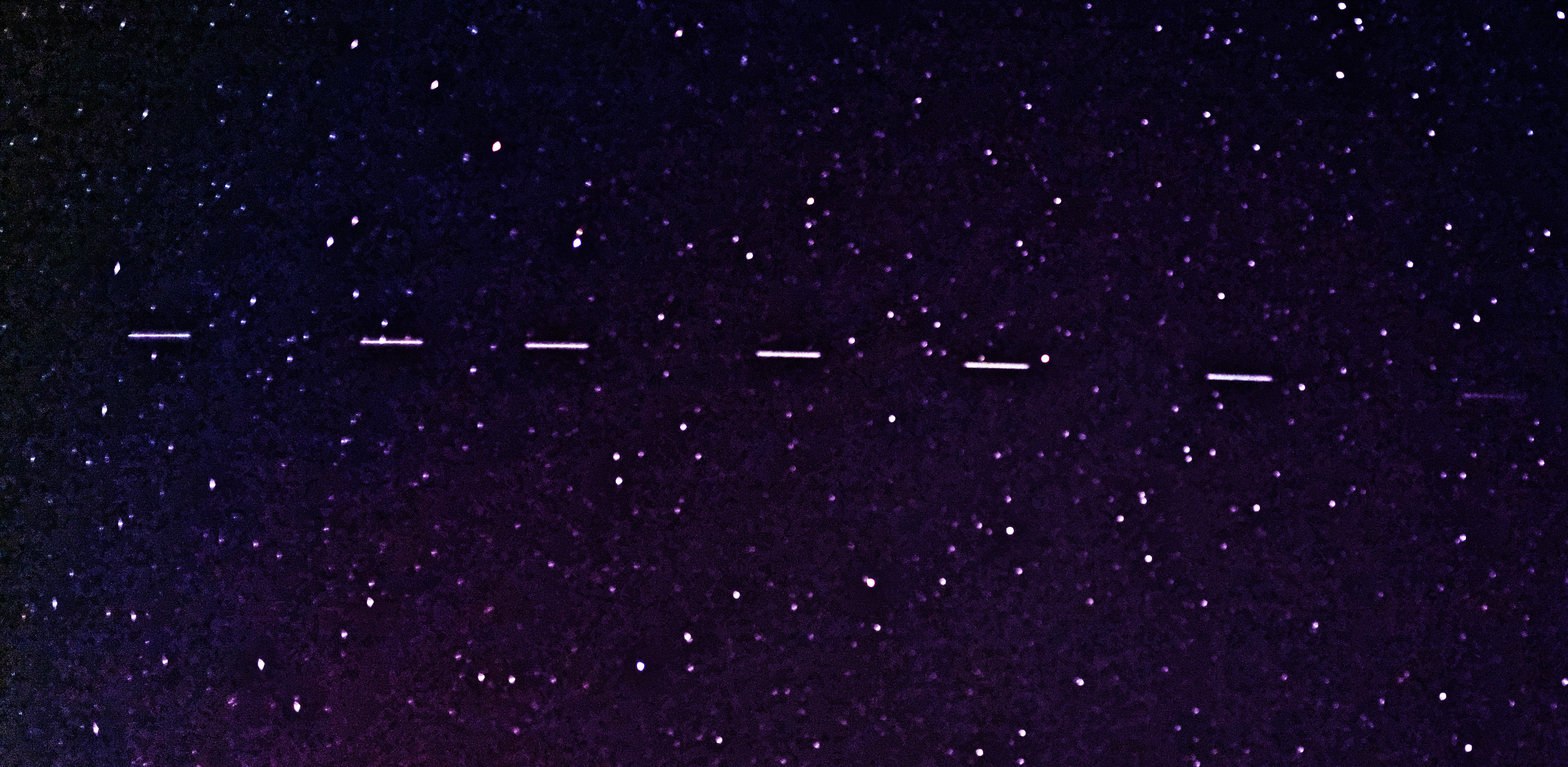
Проліт над Джорджією, США (28 квітня 2020)

### Перекриття сяйва зірок
Після запуску першої великої партії Starlink у різних куточках Землі почали знімати відео із сяйливими точками, що ланцюжком пролітали над планетою. Почали поширюватися чутки, ніби після підйому усього сузір'я у 12 тис. (а пізніше з'ясувалося, що їх буде 40 тис.) супутників вони стануть надто видимі на небосхилі та «засмітять» небо, перекриваючи сяйво зірок. Міжнародний астрономічний союз та National Radio Astronomy Observatory також висловили свою стурбованість.

### Завади для радіоастрономії
Згідно повідомлення наукового видання Astronomy&Astrophysics, науковці Міжнародного астрономічного союзу вважають, що супутники Starlink можуть перешкодити досліджувати космос. Супутники випромінюють сигнали на частоті між 110 і 188 МГц. На переконання вчених, це може завадити вивчати радіоастрономію, оскільки саме цю частоту використовують супутники низхідного зв'язку. Науковці попереджають, щороку кількість Starlink збільшується і супутники дедалі більше впливають на космос. Щоправда, зараз вплив не такий очевидний, але з часом, він може посилитись.
18 вересня 2024 року міжнародна група астрономів із Нідерландів, Великої Британії, Франції та інших країн заявила, що нові супутники інтернет-зв’язку Starlink компанії SpaceX створюють сильні радіоперешкоди, що заважають спостереженням за космосом. В публікації на сторінках наукового  журналу Astronomy&Astrophysics вони зазначили, що в ході дослідження, яке проводилося з використанням радіотелескопу LOFAR 19 липня 2024 року,  було проведено два великих сеанси спостережень тривалістю по одній годині, що охоплюють радіочастоти вище і нижче діапазону FM-мовлення. Під час цих спостережень група виявила ненавмисне електромагнітне випромінювання практично від усіх спостережуваних супутників Starlink, включно із супутниками як першого, так і другого покоління. Аналіз також показав, що супутники Starlink V2-mini випромінюють у 32 рази більш яскраві ненавмисні радіохвилі, порівняно з першим поколінням. Причому ці рівні потенційно перевищують міжнародні регульовані порогові значення перешкод, встановлені для навмисних випромінювань, і навіть м’якіші стандарти наземної електромагнітної сумісності.

### Зменшення яскравості Starlink
У травні 2019 року Маск повідомив, що його команда працює над покриттям для корпусу, що зменшить альбедо. У січні 2020 року під час запуску Starlink 2 один із супутників (його назвали «DarkSat») вже був темнішим. Тоді ж представники компанії визнали, що й самі не очікували, що навіть після підйому на 550 км їхні апарати на достатньо темному небі можна буде побачити неозброєним оком. У березні 2020 року астрономи, що відстежували DarkSat, відзвітували про зменшення його яскравості на 55 %. Але цього все ще недостатньо. До того ж темна поверхня швидше нагрівається, що може скоротити термін служби сателітів.
Кожен Starlink піднімається до своєї робочої орбіти приблизно чотири місяці. У цей час його сонячні панелі розташовуються таким чином, що можуть сильно відбивати світло. Однак, опинившись на необхідній висоті, вони повертаються перпендикулярно до земної поверхні, що зменшить до мінімуму це відбиття.
Із місією Starlink 7 запустили черговий пробний супутник під назвою «VisorSat». Він має пару сонцезахисних екранів, виготовлених із легкого матеріалу, що не заважатиме проходженню радіосигналу, але не даватиме відбиватися світлу від фазованих антен. За умови його нормального функціонування, всі сателіти Starlink 9 матимуть подібні екрани.

### Руйнування озоносфери
Науковці світу занепокоєні потенційним негативним впливом на клімат планети супутників Starlink компанії SpaceX, які виведені з експлуатації та які хочуть спалити в атмосфері Землі. Зазвичай, виведення супутників з експлуатації шляхом спуску в атмосферу Землі є стандартною процедурою, однак атмосферологи дедалі більше стурбовані тим, що подібне використання атмосфери для спалення великої кількості супутників призведе до подальших змін клімату на Землі. Нещодавно команда вчених виявила потенційні озоноруйнівні метали з космічних апаратів у стратосфері — шарі атмосфери, де формується озоновий шар. Подібні дії насторожують вчених, адже в планах SpaceX присутні заходи зведення з орбіти близько 100 супутників Starlink за досить короткий час.

### Нанесення шкоди екології
В 2023 році, науковці зі США та Великої Британії визнали, що супутниковий інтернет, а саме мережа Starlink, негативно впливає на екологію. Вони зауважили, що супутникові групи вже зараз залишають значний екологічний слід, перевищуючи показник на одного абонента від наземних альтернатив в 14-21 рази. Прогнозується, що ця різниця може зрости до 31-91 разів протягом наступних 5 років. Як зазначалося, вплив на екологію має не лише SpaceX, а й Amazon Kuiper та OneWeb, які також вже мають чисельну кількість супутників на орбіті Землі.

## Збої в роботі
7 січня 2022 року в системі Starlink стався глобальний збій, що тривав близько 90 хв.
24 липня 2025 року, за даними моніторингового сервісу Downdetector, на проблеми зі Starlink поскаржилися користувачі зі всього світу, зокрема й України. Збій тривав близько 2,5 год. "Збій стався через відмову ключових внутрішніх програмних служб, що забезпечують роботу основної мережі", - повідомив віцепрезидент компанії Майкл Ніколс. Станом на 27 липня 2025 року наслідки збою Starlink продовжують відчуватися.
18 серпня 2025 року, о 21:00 (за київським часом), за даними моніторингового сервісу Downdetector, у роботі системи супутникового інтернету Starlink стався черговий масштабний збій. Збій торкнувся переважно території США, зокрема на піку збою надійшло близько 43 000 скарг на відсутність доступу до супутникового інтернету.

## Розслідування
У березні 2024 року США почали розслідування проти SpaceX через використання Starlink російськими військовими. В свою чергу, власник компанії SpaceX Ілон Маск заявив, що пристрої Росії не продавалися. "У ряді хибних новин стверджується, що SpaceX продає Росії термінали Starlink. Це категорична неправда. Наскільки нам відомо, Starlink не продавалися прямо чи опосередковано Росії", – заявив Маск.
На початку травня 2024 року, за повідомленням помічника міністра оборони США Джона Пламба, представники США та компанії SpaceX змогли зупинити несанкціоноване використання російськими військовими терміналів Starlink.
У вересні 2024 року українські захисники виявили, що Росія оснастила дрони-камікадзе "Шахед" терміналами Starlink. Таким чином, окупанти змогли використовувати безпілотники для розвідки. За допомогою такої модернізації росіяни отримали потужний канал зворотного зв'язку з дроном, можливість передачі інформації з нього, а також зміну польотного завдання на будь-якій відстані.

## Запуски
Піднімаючи за один запуск 60 супутників, можна щоразу збільшувати кількість інформації, з якою працюватиме сузір'я, на 1 терабіт. Застосування у майбутньому ракети Starship, що наразі перебуває на етапі тестування, дозволить підіймати за один раз 400 супутників Starlink.
З середини 2023 та протягом 2024 року підйоми супутників Starlink на орбіту здійснювалися у кількості не більше 20-23 одиниць, в поодиноких випадках — 24 супутників за один запуск.
| Запуск № | Місія, версія апаратів | Дата (UTC)                                      | Ракета, перший ступінь (після крапки — к-сть запусків ступ.) | Операційна орбіта, км/ Нахил, градусів | Супутників | Статус  |
| 1        | TinTin | 22 лютого 2018                                  | Falcon 9, B1038.2                                            | 514/97,44                              | 2          | успіх   |
| 1        | Тестовий запуск двох прототипів супутника «Tintin 1» та «Tintin 2» |                                                 |                                                              |                                        |            |         |
| 2        | Starlink 0 v0.9 | 24 травня 2019                                  | Falcon 9, B1049.3                                            | 550/53                                 | 60         | успіх   |
| 2        | Супутники дуже щільно встановлені у робочому просторі обтікача КВ (фото). Разом із підтримувальною структурою їхня маса становила ~13,7 т. Відокремившись від другого ступеня на висоті 440 км, сателіти підлетіли до 550 км за на власних двигунах. Хоча Маск допускав, що не всі одиниці працюватимуть добре, але всі сателіти успішно вийшли на орбіту. Згодом з трьома супутниками було втрачено зв'язок, і вони повинні були самостійно здійснити деорбітацію. Таким же чином планується знищити ще два робочих сателіти, щоб впевнитися, що процес проходить за планом. |                                                 |                                                              |                                        |            |         |
| 3        | Starlink 1 v1.0 | 11 листопада 2019                               | Falcon 9, B1048.4                                            | 550/53                                 | 60         | успіх   |
| 4        | Starlink 2 v1.0 | 7 січня 2020                                    | Falcon 9, B1049.4                                            | 550/53                                 | 60         | успіх   |
| 4        | Зважаючи на скарги астрономів, SpaceX активно працює над зменшенням альбедо своїх супутників, тому на один із запущених апаратів, що отримав назву «DarkSat», нанесено спеціальне покриття |                                                 |                                                              |                                        |            |         |
| 5        | Starlink 3 v1.0 | 29 січня 2020                                   | Falcon 9, B1051.3                                            | 550/53                                 | 60         | успіх   |
| 5        | Відстикування від другого ступеня ракети відбулося на круговій орбіті висотою 290 км |                                                 |                                                              |                                        |            |         |
| 6        | Starlink 4 v1.0 | 17 лютого 2020                                  | Falcon 9, B1056.4                                            | 500/53                                 | 60         | успіх   |
| 6        | Цього разу супутники вирушили у самостійний політ при досягненні еліптичної орбіти 212 км×386 км |                                                 |                                                              |                                        |            |         |
| 7        | Starlink 5 v1.0 | 18 березня 2020                                 | Falcon 9, B1048.5                                            | 550/53                                 | 60         | успіх   |
| 8        | Starlink 6 v1.0 | 22 квітня 2020                                  | Falcon 9, В1051.4                                            | 550/53                                 | 60         | успіх   |
| 9        | Starlink 7 v1.0 | 3 червня 2020                                   | Falcon 9, В1049.5                                            | 550/53                                 | 60         | успіх   |
| 9        | Серед запущених супутників був експериментальний «VisorSat» — Starlink, що має відкидний щиток для запобігання віддзеркаленню сонячних променів від поверхні сателіта і зменшення таким чином «забруднення небосхилу». Вперше одному й тому самому прискорювачу вдалося вп'яте здійснити посадку. Відео розкриття половинок обтікача |                                                 |                                                              |                                        |            |         |
| 10       | Starlink 8 v1.0 | 13 червня 2020                                  | Falcon 9, B1059.3                                            | 550/53                                 | 58         | успіх   |
| 10       | Разом із супутниками Starlink запустили три сателіти SkySat оператора Planet Labs, призначених для спостереження за поверхнею Землі |                                                 |                                                              |                                        |            |         |
| 11       | Starlink 9 v1.0 | 7 серпня 2020                                   | Falcon 9, В1051.5                                            | 550/53                                 | 57         | успіх   |
| 11       | Всі сателіти мають відкидні щитки. Додатково виведено на орбіту два малих космічних апарати дистанційного зондування Землі — Global-5 і 6 американської компанії BlackSky |                                                 |                                                              |                                        |            |         |
| 12       | Starlink 10 v1.0 | 18 серпня 2020                                  | Falcon 9, B1049.6                                            | 550/53                                 | 58         | успіх   |
| 12       | Також виведено на орбіту три малих космічних апарати дистанційного зондування Землі SkySat оператора Planet Labs |                                                 |                                                              |                                        |            |         |
| 13       | Starlink 11 v1.0 | 3 вересня 2020                                  | Falcon 9, B1060.2                                            | 550/53                                 | 60         | успіх   |
| 14       | Starlink 12 v1.0 | 6 жовтня 2020                                   | Falcon 9, B1058.3                                            | 550/53                                 | 60         | успіх   |
| 15       | Starlink 13 v1.0 | 18 жовтня 2020, 12:27                           | Falcon 9, B1051.6                                            | 550/53                                 | 60         | успіх   |
| 16       | Starlink 14 v1.0 | 24 жовтня 2020                                  | Falcon 9, B1060.3                                            | 550/53                                 | 60         | успіх   |
| 17       | Starlink 15 v1.0 | 25 листопада 2020                               | Falcon 9, B1049.7                                            | 550/53                                 | 60         | успіх   |
| 18       | Starlink 16 v1.0 | 20 січня 2021                                   | Falcon 9, B1051.8                                            | 550/53                                 | 60         | успіх   |
| 19       | У складі Transporter-1 | 24 січня 2021                                   | Falcon 9, B1058.5                                            | 560/97,6                               | 10         | успіх   |
| 20       | Starlink 18 v1.0 | 4 лютого 2021                                   | Falcon 9, B1060.5                                            | 550/53                                 | 60         | успіх   |
| 21       | Starlink 19 v1.0 | 16 лютого 2021                                  | Falcon 9, B1059.6                                            | 550/53                                 | 60         | успіх   |
| 21       | Прискорювач не вдалося посадити на плавучу платформу |                                                 |                                                              |                                        |            |         |
| 22       | Starlink 17 v1.0 | 4 березня 2021                                  | Falcon 9, B1049.8                                            | 550/53                                 | 60         | успіх   |
| 23       | Starlink 20 v1.0 | 11 березня 2021                                 | Falcon 9, B1058.6                                            | 550/53                                 | 60         | успіх   |
| 24       | Starlink 21 v1.0 | 14 березня 2021                                 | Falcon 9, B1051.9                                            | 550/53                                 | 60         | успіх   |
| 25       | Starlink 22 v1.0 | 24 березня 2021                                 | Falcon 9, B1060.6                                            | 550/53                                 | 60         | успіх   |
| 26       | Starlink 23 v1.0 | 7 квітня 2021                                   | Falcon 9, B1058.7                                            | 550/53                                 | 60         | успіх   |
| 27       | Starlink 24 v1.0 | 29 квітня 2021                                  | Falcon 9, B1060.7                                            | 550/53                                 | 60         | успіх   |
| 28       | Starlink 25 v1.0 | 4 травня 2021                                   | Falcon 9, B1049.9                                            | 550/53                                 | 60         | успіх   |
| 29       | Starlink 27 v1.0 | 9 травня 2021                                   | Falcon 9, B1051.10                                           | 550/53                                 | 60         | успіх   |
| 30       | Starlink 26 v1.0 | 15 травня 2021                                  | Falcon 9, B1058.8                                            | 550/53                                 | 52         | успіх   |
| 30       | Додаткове корисне навантаження — супутники Rideshare, а саме: радарний супутник для отримання зображень Землі для Capella Space та супутник спостереження Землі Tyvak 0130 для Tyvak Nano-Satellite Systems. |                                                 |                                                              |                                        |            |         |
| 31       | Starlink 28 v1.0 | 26 травня 2021                                  | Falcon 9, B1063.2                                            | 550/53                                 | 60         | успіх   |
| 32       | Transporter-2 | 30 червня 2021                                  | Falcon 9 FT, B1060.8                                         | 560/97,6°                              | 3          | успіх   |
| 32       | Transporter-2 | 3 супутника Starlink виведені на полярну орбіту |                                                              |                                        |            |         |
| 33       | Starlink 2-1 v1.5 | 14 вересня 2021                                 | Falcon 9                                                     | 570/70                                 | 51         | успіх   |
| 34       | Starlink 4-1 v1.5 | 13 листопада 2021                               | Falcon 9, B1058.9                                            | 540/53,2                               | 53         | успіх   |
| 35       | Starlink 4-3 v1.5 | 2 грудня 2021                                   | Falcon 9, В1060.9                                            | 540/53,2                               | 48         | успіх   |
| 36       | Starlink 4-4 v1.5 | 18 грудня 2021                                  | Falcon 9, B1051.11                                           | 540/53,2                               | 52         | успіх   |
| 37       | Starlink 4-5 v1.5 | 6 січня 2022                                    | Falcon 9, B1062.4                                            | 540/53,2                               | 49         | успіх   |
| 38       | Starlink 4-6 v1.5 | 19 січня 2022                                   | Falcon 9, B1060.10                                           | 540/53,2                               | 49         | успіх   |
| 39       | Starlink 4-7 v1.5 | 3 лютого 2022                                   | Falcon 9, B1061.6                                            | 540/53,2                               | 49         | успіх   |
| 39       | Наступного дня відбулася геомагнітна буря, внаслідок чого зросла густина атмосфери. Тому 40 із запущених супутників не змогли досягти потрібної орбіти і протягом кількох наступних днів знижувалися та згоріли. |                                                 |                                                              |                                        |            |         |
| 40       | Starlink 4-8 v1.5 | 21 лютого 2022                                  | Falcon 9, B1058.11                                           | 540/53,2                               | 46         | успіх   |
| 41       | Starlink 4-11 v1.5 | 25 лютого 2022                                  | Falcon 9, B1063.4                                            | 540/53,2                               | 50         | успіх   |
| 42       | Starlink 4-9 v1.5 | 3 березня 2022                                  | Falcon 9, B1060.11                                           | 540/53,2                               | 47         | успіх   |
| 43       | Starlink 4-10 v1.5 | 9 березня 2022                                  | Falcon 9, B1052.4                                            | 540/53,2                               | 48         | успіх   |
| 44       | Starlink 4-12 v1.5 | 19 березня 2022                                 | Falcon 9, B1051.12                                           | 540/53,2                               | 53         | успіх   |
| 45       | Starlink 4-14 v1.5 | 21 квітня 2022                                  | Falcon 9, B1060.12                                           | 540/53,2                               | 53         | успіх   |
| 46       | Starlink 4-16 v1.5 | 29 квітня 2022                                  | Falcon 9, B1062.6                                            | 540/53,2                               | 53         | успіх   |
| 47       | Starlink 4-17 v1.5 | 6 травня 2022                                   | Falcon 9, B1058.12                                           | 540/53,2                               | 53         | успіх   |
| 48       | Starlink 4-13 v1.5 | 13 травня 2022                                  | Falcon 9, B1063.5                                            | 540/53,2                               | 53         | успіх   |
| 49       | Starlink 4-15 v1.5 | 14 травня 2022                                  | Falcon 9, B1073.1                                            | 540/53,2                               | 53         | успіх   |
| 50       | Starlink 4-18 v1.5 | 18 травня 2022                                  | Falcon 9, B1052.5                                            | 540/53,2                               | 53         | успіх   |
| 51       | Starlink 4-19 v1.5 | 17 червня 2022                                  | Falcon 9, B1060.13                                           | 540/53,2                               | 53         | успіх   |
| 52       | Starlink 4-21 v1.5 | 7 липня 2022                                    | Falcon 9, B1058.13                                           | 540/53,2                               | 53         | успіх   |
| 53       | Starlink 3-1 v1.5 | 11 липня 2022                                   | Falcon 9, B1063.6                                            | 560/97,6                               | 46         | успіх   |
| 54       | Starlink 4-22 v1.5 | 17 липня 2022                                   | Falcon 9, B1051.13                                           | 540/53,2                               | 53         | успіх   |
| 55       | Starlink 3-2 v1.5 | 22 липня 2022                                   | Falcon 9, B1071.4                                            | 560/97,6                               | 46         | успіх   |
| 56       | Starlink 4-25 v1.5 | 24 липня 2022                                   | Falcon 9, B1062.8                                            | 540/53.2                               | 53         | успіх   |
| 57       | Starlink 4-26 v1.5 | 10 серпня 2022                                  | Falcon 9, B1062.8                                            | 540/53.2                               | 52         | успіх   |
| 58       | Starlink 3-3 v1.5 | 13 серпня 2022                                  | Falcon 9, B1062.8                                            | 540/53.2                               | 46         | успіх   |
| 59       | Starlink 4-27 v1.5 | 19 серпня 2022                                  | Falcon 9, B1062.8                                            | 540/53.2                               | 53         | успіх   |
| 60       | Starlink 4-23 v1.5 | 28 серпня 2022                                  | Falcon 9, B1062.8                                            | 540/53.2                               | 54         | успіх   |
| 61       | Starlink 3-4 v1.5 | 31 серпня 2022                                  | Falcon 9, B1062.8                                            | 540/53.2                               | 46         | успіх   |
| 62       | Starlink 4-20 v1.5 | 5 вересня 2022                                  | Falcon 9                                                     | 540/53.2                               | 51         | успіх   |
| 63       | Starlink 4-2 v1.5 | 11 вересня 2022                                 | Falcon 9                                                     | 540/53.2                               | 34         | успіх   |
| 64       | Starlink 4-34 v1.5 | 19 вересня 2022                                 | Falcon 9                                                     | 540/53.2                               | 54         | успіх   |
| 65       | Starlink 4-35 v1.5 | 25 вересня 2022                                 | Falcon 9                                                     | 540/53.2                               | 52         | успіх   |
| 66       | Starlink 4-29 v1.5 | 6 жовтня 2022                                   | Falcon 9                                                     | 540/53.2                               | 52         | успіх   |
| 67       | Starlink 4-36 v1.5 | 20 жовтня 2022                                  | Falcon 9                                                     | 540/53.2                               | 54         | успіх   |
| 68       | Starlink 4-31 v1.5 | 28 жовтня 2022                                  | Falcon 9                                                     | 540/53.2                               | 53         | успіх   |
| 69       | Starlink 4-37 v1.5 | 18 грудня 2022                                  | Falcon 9                                                     | 540/53.2                               | 54         | успіх   |
| 70       | Starlink 5-1 v1.5 | 28 грудня 2022                                  | Falcon 9                                                     | 540/53.2                               | 54         | успіх   |
| 71       | Starlink 2-4 v1.5 | 19 січня 2023                                   | Falcon 9                                                     | 540/53.2                               | 51         | успіх   |
| 72       | Starlink 2-4 v1.5 | 26 січня 2023                                   | Falcon 9                                                     | 540/53.2                               | 56         | успіх   |
| 73       | Starlink 2-6 v1.5 | 31 січня 2023                                   | Falcon 9                                                     | 540/53.2                               | 49         | успіх   |
| 74       | Starlink 5-3 v1.5 | 2 лютого 2023                                   | Falcon 9                                                     | 540/53.2                               | 53         | успіх   |
| 75       | Starlink 5-3 v1.5 | 12 лютого 2023                                  | Falcon 9                                                     | 540/53.2                               | 55         | успіх   |
| 76       | Starlink 2-5 v1.5 | 17 лютого 2023                                  | Falcon 9                                                     | 540/53.2                               | 51         | успіх   |
| 77       | Starlink 6-1 v1.5 | 1 березня 2023                                  | Falcon 9                                                     | 540/53.2                               | 22         | успіх   |
| 78       | Starlink 2-7 v1.5 | 3 березня 2023                                  | Falcon 9                                                     | 540/53.2                               | 51         | успіх   |
| 79       | Starlink 2-8 v1.5 | 17 березня 2023                                 | Falcon 9                                                     | 540/53.2                               | 52         | успіх   |
| 80       | Starlink 5-5 v1.5 | 24 березня 2023                                 | Falcon 9                                                     | 540/53.2                               | 56         | успіх   |
| 81       | Starlink 5-10 v1.5 | 29 березня 2023                                 | Falcon 9                                                     | 540/53.2                               | 56         | успіх   |
| 82       | Starlink 6-2 v1.5 | 19 квітня 2023                                  | Falcon 9                                                     | 540/53.2                               | 21         | успіх   |
| 83       | Starlink 3-5 v1.5 | 27 квітня 2023                                  | Falcon 9                                                     | 540/53.2                               | 46         | успіх   |
| 84       | Starlink 5-6 v1.5 | 4 травня 2023                                   | Falcon 9                                                     | 540/53.2                               | 56         | успіх   |
| 85       | Starlink 2-9 v1.5 | 10 травня 2023                                  | Falcon 9                                                     | 540/53.2                               | 51         | успіх   |
| 86       | Starlink 5-9 v1.5 | 14 травня 2023                                  | Falcon 9                                                     | 540/53.2                               | 56         | успіх   |
| 87       | Starlink 6-3 v1.5 | 19 травня 2023                                  | Falcon 9                                                     | 540/53.2                               | 22         | успіх   |
| 88       | Starlink 2-10 v1.5 | 31 травня 2023                                  | Falcon 9                                                     | 540/53.2                               | 52         | успіх   |
| 89       | Starlink 4-6 V2 mini | 4 червня 2023                                   | Falcon 9                                                     |                                        | 22         | успіх   |
| 90       | Starlink 5-11 V2 mini | 12 червня 2023                                  | Falcon 9                                                     |                                        | 52         | успіх   |
| 91       | Starlink 5-7 V2 mini | 22 червня 2023                                  | Falcon 9                                                     |                                        | 47         | успіх   |
| 92       | Starlink 5-12 V2 mini | 23 червня 2023                                  | Falcon 9                                                     |                                        | 56         | успіх   |
| 93       | Starlink 5-13 V2 mini | 7 липня 2023                                    | Falcon 9                                                     |                                        | 48         | успіх   |
| 94       | Starlink 6-5 V2 mini | 10 липня 2023                                   | Falcon 9                                                     |                                        | 22         | успіх   |
| 95       | Starlink 5-15 V2 mini | 16 липня 2023                                   | Falcon 9                                                     |                                        | 54         | успіх   |
| 96       | Starlink 6-15 V2 mini | 19 липня 2023                                   | Falcon 9                                                     |                                        | 15         | успіх   |
| 97       | Starlink 6-6 V2 mini | 24 липня 2023                                   | Falcon 9                                                     |                                        | 22         | успіх   |
| 98       | Starlink 6-7 V2 mini | 28 липня 2023                                   | Falcon 9                                                     |                                        | 22         | успіх   |
| 99       | Starlink 6-8 V2 mini | 7 серпня 2023                                   | Falcon 9                                                     |                                        | 22         | успіх   |
| 100      | Starlink 6-20 V2 mini | 8 серпня 2023                                   | Falcon 9                                                     |                                        | 15         | успіх   |
| 101      | Starlink 6-9 V2 mini | 11 серпня 2023                                  | Falcon 9                                                     |                                        | 22         | успіх   |
| 102      | Starlink 6-10 V2 mini | 17 серпня 2023                                  | Falcon 9                                                     |                                        | 22         | успіх   |
| 103      | Starlink 7-1 V2 mini | 22 серпня 2023                                  | Falcon 9                                                     |                                        | 21         | успіх   |
| 104      | Starlink 6-11 V2 mini | 27 серпня 2023                                  | Falcon 9                                                     |                                        | 22         | успіх   |
| 105      | Starlink 6-13 V2 mini | 1 вересня 2023                                  | Falcon 9                                                     |                                        | 22         | успіх   |
| 106      | Starlink 6-12 V2 mini | 4 вересня 2023                                  | Falcon 9                                                     |                                        | 21         | успіх   |
| 107      | Starlink 6-14 V2 mini | 9 вересня 2023                                  | Falcon 9                                                     |                                        | 22         | успіх   |
| 108      | Starlink 7-2 V2 mini | 12 вересня 2023                                 | Falcon 9                                                     |                                        | 21         | успіх   |
| 109      | Starlink 6-16 V2 mini | 16 вересня 2023                                 | Falcon 9                                                     |                                        | 22         | успіх   |
| 110      | Starlink 6-17 V2 mini | 20 вересня 2023                                 | Falcon 9                                                     |                                        | 22         | успіх   |
| 111      | Starlink 6-18 V2 mini | 24 вересня 2023                                 | Falcon 9                                                     |                                        | 22         | успіх   |
| 112      | Starlink 7-3 V2 mini | 25 вересня 2023                                 | Falcon 9                                                     |                                        | 21         | успіх   |
| 113      | Starlink 6-19 V2 mini | 30 вересня 2023                                 | Falcon 9                                                     |                                        | 22         | успіх   |
| 114      | Starlink 6-21 V2 mini | 5 жовтня 2023                                   | Falcon 9                                                     |                                        | 22         | успіх   |
| 115      | Starlink 7-4 V2 mini | 9 жовтня 2023                                   | Falcon 9                                                     |                                        | 21         | успіх   |
| 116      | Starlink 6-22 V2 mini | 14 жовтня 2023                                  | Falcon 9                                                     |                                        | 22         | успіх   |
| 117      | Starlink 6-23 V2 mini | 18 жовтня 2023                                  | Falcon 9                                                     |                                        | 22         | успіх   |
| 118      | Starlink 7-5 V2 mini | 21 жовтня 2023                                  | Falcon 9                                                     |                                        | 21         | успіх   |
| 119      | Starlink 6-24 V2 mini | 22 жовтня 2023                                  | Falcon 9                                                     |                                        | 23         | успіх   |
| 120      | Starlink 7-6 V2 mini | 29 жовтня 2023                                  | Falcon 9                                                     |                                        | 22         | успіх   |
| 121      | Starlink 6-25 V2 mini | 31 жовтня 2023                                  | Falcon 9                                                     |                                        | 23         | успіх   |
| 122      | Starlink 6-26 V2 mini | 4 листопада 2023                                | Falcon 9                                                     |                                        | 23         | успіх   |
| 123      | Starlink 6-27 V2 mini | 8 листопада 2023                                | Falcon 9                                                     |                                        | 23         | успіх   |
| 124      | Starlink 6-28 V2 mini | 18 листопада 2023                               | Falcon 9                                                     |                                        | 23         | успіх   |
| 125      | Starlink 7-7 V2 mini | 18 листопада 2023                               | Falcon 9                                                     |                                        | 22         | успіх   |
| 126      | Starlink 6-29 V2 mini | 22 листопада 2023                               | Falcon 9                                                     |                                        | 23         | успіх   |
| 127      | Starlink 6-30 V2 mini | 28 листопада 2023                               | Falcon 9                                                     |                                        | 23         | успіх   |
| 128      | Starlink 6-31 V2 mini | 3 грудня 2023                                   | Falcon 9                                                     |                                        | 23         | успіх   |
| 129      | Starlink 6-33 V2 mini | 7 грудня 2023                                   | Falcon 9                                                     |                                        | 23         | успіх   |
| 130      | Starlink 7-8 V2 mini | 8 грудня 2023                                   | Falcon 9                                                     |                                        | 22         | успіх   |
| 131      | Starlink 6-34 V2 mini | 19 грудня 2023                                  | Falcon 9                                                     |                                        | 23         | успіх   |
| 132      | Starlink 6-32 V2 mini | 23 грудня 2023                                  | Falcon 9                                                     |                                        | 23         | успіх   |
| 133      | Starlink 6-36 V2 mini | 29 грудня 2023                                  | Falcon 9                                                     |                                        | 23         | успіх   |
| 134      | Starlink 7-9 V2 mini | 3 січня 2024                                    | Falcon 9                                                     |                                        | 21         | успіх   |
| 135      | Starlink 6-35 V2 mini | 8 січня 2024                                    | Falcon 9                                                     |                                        | 23         | успіх   |
| 136      | Starlink 7-10 V2 mini | 14 січня 2024                                   | Falcon 9                                                     |                                        | 22         | успіх   |
| 137      | Starlink 6-37 V2 mini | 15 січня 2024                                   | Falcon 9                                                     |                                        | 23         | успіх   |
| 138      | Starlink 7-11 V2 mini | 24 січня 2024                                   | Falcon 9                                                     |                                        | 22         | успіх   |
| 139      | Starlink 6-38 V2 mini | 29 січня 2024                                   | Falcon 9                                                     |                                        | 23         | успіх   |
| 140      | Starlink 7-12 V2 mini | 29 січня 2024                                   | Falcon 9                                                     |                                        | 22         | успіх   |
| 141      | Starlink 7-13 V2 mini | 10 лютого 2024                                  | Falcon 9                                                     |                                        | 22         | успіх   |
| 142      | Starlink 7-14 V2 mini | 16 лютого 2024                                  | Falcon 9                                                     |                                        | 22         | успіх   |
| 143      | Starlink 7-15 V2 mini | 23 лютого 2024                                  | Falcon 9                                                     |                                        | 22         | успіх   |
| 144      | Starlink 6-39 V2 mini | 26 лютого 2024                                  | Falcon 9                                                     |                                        | 24         | успіх   |
| 145      | Starlink 6-40 V2 mini | 1 березня 2024                                  | Falcon 9                                                     |                                        | 23         | успіх   |
| 146      | Starlink 6-41 V2 mini | 5 березня 2024                                  | Falcon 9                                                     |                                        | 23         | успіх   |
| 147      | Starlink 6-43 V2 mini | 11 березня 2024                                 | Falcon 9                                                     |                                        | 23         | успіх   |
| 148      | Starlink 7-17 V2 mini | 11 березня 2024                                 | Falcon 9                                                     |                                        | 23         | успіх   |
| 149      | Starlink 6-44 V2 mini | 16 березня 2024                                 | Falcon 9                                                     |                                        | 23         | успіх   |
| 150      | Starlink 7-16 V2 mini | 19 березня 2024                                 | Falcon 9                                                     |                                        | 20         | успіх   |
| 151      | Starlink 6-42 V2 mini | 23 березня 2024                                 | Falcon 9                                                     |                                        | 23         | успіх   |
| 152      | Starlink 6-46 V2 mini | 26 березня 2024                                 | Falcon 9                                                     |                                        | 23         | успіх   |
| 153      | Starlink 6-45 V2 mini | 31 березня 2024                                 | Falcon 9                                                     |                                        | 23         | успіх   |
| 154      | Starlink 7-18 V2 mini | 2 квітня 2024                                   | Falcon 9                                                     |                                        | 22         | успіх   |
| 155      | Starlink 6-47 V2 mini | 5 квітня 2024                                   | Falcon 9                                                     |                                        | 23         | успіх   |
| 156      | Starlink 8-1 V2 mini | 6 квітня 2024                                   | Falcon 9                                                     |                                        | 23         | успіх   |
| 157      | Starlink 6-48 V2 mini | 10 квітня 2024                                  | Falcon 9                                                     |                                        | 23         | успіх   |
| 158      | Starlink 6-49 V2 mini | 13 квітня 2024                                  | Falcon 9                                                     |                                        | 23         | успіх   |
| 159      | Starlink 6-53 V2 mini | 24 квітня 2024                                  | Falcon 9, B1078                                              |                                        | 23         | успіх   |
| 160      | Starlink 6-54 V2 mini | 29 квітня 2024                                  | Falcon 9                                                     |                                        | 23         | успіх   |
| 161      | Starlink 6-55 V2 mini | 3 травня 2024                                   | Falcon 9                                                     |                                        | 23         | успіх   |
| 162      | Starlink 6-57 V2 mini | 6 травня 2024                                   | Falcon 9                                                     |                                        | 23         | успіх   |
| 163      | Starlink 6-58 V2 mini | 8 травня 2024                                   | Falcon 9                                                     |                                        | 23         | успіх   |
| 164      | Starlink 8-2 V2 mini | 10 травня 2024                                  | Falcon 9                                                     |                                        | 20         | успіх   |
| 165      | Starlink 6-58 V2 mini | 13 травня 2024                                  | Falcon 9                                                     |                                        | 23         | успіх   |
| 166      | Starlink 8-7 V2 mini | 14 травня 2024                                  | Falcon 9                                                     |                                        | 20         | успіх   |
| 167      | Starlink 6-59 V2 mini | 18 травня 2024                                  | Falcon 9                                                     |                                        | 23         | успіх   |
| 168      | Starlink 6-59 V2 mini | 23 травня 2024                                  | Falcon 9                                                     |                                        | 23         | успіх   |
| 169      | Starlink 6-63 V2 mini | 24 травня 2024                                  | Falcon 9                                                     |                                        | 23         | успіх   |
| 170      | Starlink 6-60 V2 mini | 28 травня 2024                                  | Falcon 9                                                     |                                        | 23         | успіх   |
| 171      | Starlink 6-64 V2 mini | 1 червня 2024                                   | Falcon 9                                                     |                                        | 23         | успіх   |
| 172      | Starlink 8-5 V2 mini | 5 червня 2024                                   | Falcon 9                                                     |                                        | 20         | успіх   |
| 173      | Starlink 10-1 V2 mini | 8 червня 2024                                   | Falcon 9                                                     |                                        | 22         | успіх   |
| 174      | Starlink 8-8 V2 mini | 8 червня 2024                                   | Falcon 9                                                     |                                        | 20         | успіх   |
| 175      | Starlink 9-1 V2 mini | 19 червня 2024                                  | Falcon 9                                                     |                                        | 20         | успіх   |
| 176      | Starlink 10-2 V2 mini | 23 червня 2024                                  | Falcon 9                                                     |                                        | 22         | успіх   |
| 177      | Starlink 9-2 V2 mini | 24 червня 2024                                  | Falcon 9                                                     |                                        | 20         | успіх   |
| 177      | Starlink 10-3 V2 mini | 27 червня 2024                                  | Falcon 9                                                     |                                        | 23         | успіх   |
| 178      | Starlink 8-9 V2 mini | 3 липня 2024                                    | Falcon 9                                                     |                                        | 20         | успіх   |
| 179      | Starlink 9-3 V2 mini | 12 липня 2024                                   | Falcon 9                                                     |                                        | 20         | невдача |
| 179      | Ракета-носій Falcon 9 зазнала рідкісної катастрофічної поломки на орбіті під час планового запуску чергової партії інтернет-супутників Starlink. Згідно повідомлень, двигун Merlin Vacuum другого ступеня ракети з невідомих причин відмовив та не зміг перезапуститися вдруге. Хоча 20 супутників були розгорнуті, вони були виведені на неправильну орбіту, і неясно, чи зможуть бортові двигуни перемістити супутники досить швидко, щоб уникнути тяжіння земної атмосфери. SpaceX спробувала врятувати супутники, подаючи їм команди увімкнути двигуни на максимальній тязі, але цього виявилося недостатньо. Супутники почали падати на Землю приблизно на 3 милі (5 км) за кожен завершений виток і того ж дня, 12 липня, всі 20 супутників згоріли в атмосфері Землі. |                                                 |                                                              |                                        |            |         |
| 180      | Starlink 10-9 V2 mini | 27 липня 2024.                                  | Falcon 9                                                     |                                        | 23         | успіх   |
| 181      | Starlink 10-4 V2 mini | 28 липня 2024                                   | Falcon 9                                                     |                                        | 23         | успіх   |
| 182      | Starlink 9-4 V2 mini | 28 липня 2024                                   | Falcon 9                                                     |                                        | 21         | успіх   |
| 183      | Starlink 10-6 V2 mini | 2 серпня 2024                                   | Falcon 9                                                     |                                        | 23         | успіх   |
| 184      | Starlink 11-1 V2 mini | 4 серпня 2024                                   | Falcon 9                                                     |                                        | 20         | успіх   |
| 185      | Starlink 8-3 V2 mini | 10 серпня 2024                                  | Falcon 9                                                     |                                        | 21         | успіх   |
| 186      | Starlink 10-7 V2 mini | 12 серпня 2024                                  | Falcon 9                                                     |                                        | 23         | успіх   |
| 187      | Starlink 10-5 V2 mini | 20 серпня 2024                                  | Falcon 9                                                     |                                        | 22         | успіх   |
| 188      | Starlink 8-6 V2 mini | 28 серпня 2024                                  | Falcon 9                                                     |                                        | 21         | успіх   |
| 188      | SpaceX успішно вивела на орбіту партію з 21 супутника Starlink, але з багаторазовою ракетою-носієм Falcon 9, яка підняла їх у космічний простір, виникли проблеми. Перший ступінь ракети при поверненні майже завершив приземлення, але зрештою перекинувся й упав в море. 30 серпня 2024 року Федеральна адміністрація авіації США (FAA) відновила дозвіл на польоти Falcon 9 від компанії SpaceХ після невдалого приземлення ракети-носія Falcon 9. |                                                 |                                                              |                                        |            |         |
| 189      | Starlink 9-5 V2 mini | 31 серпня 2024                                  | Falcon 9                                                     |                                        | 21         | успіх   |
| 190      | Starlink 8-10 V2 mini | 31 серпня 2024                                  | Falcon 9                                                     |                                        | 21         | успіх   |
| 191      | Starlink 8-11 V2 mini | 4 вересня 2024                                  | Falcon 9                                                     |                                        | 21         | успіх   |
| 192      | Starlink 9-6 V2 mini | 13 вересня 2024                                 | Falcon 9                                                     |                                        | 21         | успіх   |
| 193      | Starlink 9-17 V2 mini | 20 вересня 2024                                 | Falcon 9                                                     |                                        | 21         | успіх   |
| 194      | Starlink 9-8 V2 mini | 25 вересня 2024                                 | Falcon 9                                                     |                                        | 20         | успіх   |
| 195      | Starlink 10-10 V2 mini | 15 жовтня 2024                                  | Falcon 9                                                     |                                        | 20         | успіх   |
| 196      | Starlink 9-7 V2 mini | 15 жовтня 2024                                  | Falcon 9                                                     |                                        | 20         | успіх   |
| 197      | Starlink 8-19 V2 mini | 19 жовтня 2024                                  | Falcon 9                                                     |                                        | 20         | успіх   |
| 198      | Starlink 6-61 V2 mini | 24 жовтня 2024                                  | Falcon 9                                                     |                                        | 23         | успіх   |
| 199      | Starlink 10-8 V2 mini | 27 жовтня 2024                                  | Falcon 9                                                     |                                        | 23         | успіх   |
| 200      | Starlink 9-9 V2 mini | 30 жовтня 2024                                  | Falcon 9                                                     |                                        | 20         | успіх   |
| 201      | Starlink 10-13 V2 mini | 31 жовтня 2024                                  | Falcon 9                                                     |                                        | 23         | успіх   |
| 202      | Starlink 6-77 V2 mini | 7 листопада 2024                                | Falcon 9                                                     |                                        | 23         | успіх   |
| 203      | Starlink 9-10 V2 mini | 9 листопада 2024                                | Falcon 9                                                     |                                        | 20         | успіх   |
| 204      | Starlink 6-69 V2 mini | 12 листопада 2024                               | Falcon 9                                                     |                                        | 24         | успіх   |
| 205      | Starlink 9-11 V2 mini | 14 листопада 2024                               | Falcon 9                                                     |                                        | 20         | успіх   |
| 206      | Starlink 6-68 V2 mini | 14 листопада 2024                               | Falcon 9                                                     |                                        | 20         | успіх   |
| 207      | Starlink 9-12 V2 mini | 18 листопада 2024                               | Falcon 9                                                     |                                        | 20         | успіх   |
| 208      | Starlink 6-66 V2 mini | 21 листопада 2024                               | Falcon 9                                                     |                                        | 24         | успіх   |
| 209      | Starlink 9-13 V2 mini | 24 листопада 2024                               | Falcon 9                                                     |                                        | 20         | успіх   |
| 210      | Starlink 12-1 V2 mini | 25 листопада 2024                               | Falcon 9                                                     |                                        | 23         | успіх   |
| 211      | Starlink 6-76 V2 mini | 26 листопада 2024                               | Falcon 9                                                     |                                        | 24         | успіх   |
| 212      | Starlink 6-65 V2 mini | 30 листопада 2024                               | Falcon 9                                                     |                                        | 24         | успіх   |
| 213      | NROL-126 | 30 листопада 2024                               | Falcon 9                                                     |                                        | 20         | успіх   |
| 214      | Starlink 6-70 V2 mini | 4 грудня 2024                                   | Falcon 9                                                     |                                        | 24         | успіх   |
| 215      | Starlink 9-14 V2 mini | 5 грудня 2024                                   | Falcon 9                                                     |                                        | 20         | успіх   |
| 216      | Starlink 12-5 V2 mini | 8 грудня 2024                                   | Falcon 9                                                     |                                        | 23         | успіх   |
| 217      | Starlink 11-2 V2 mini | 14 грудня 2024                                  | Falcon 9                                                     |                                        | 20         | успіх   |
| 218      | Starlink 12-2 V2 mini | 23 грудня 2024                                  | Falcon 9                                                     |                                        | 21         | успіх   |
| 219      | Starlink 11-3 V2 mini | 29 грудня 2024                                  | Falcon 9                                                     |                                        | 20         | успіх   |
| 220      | Starlink 12-6 V2 mini | 31 грудня 2024                                  | Falcon 9                                                     |                                        | 21         | успіх   |
| 221      | Starlink 6-71 V2 mini | 6 січня 2025                                    | Falcon 9                                                     |                                        | 24         | успіх   |
| 222      | Starlink 12-11 V2 mini | 8 січня 2025                                    | Falcon 9                                                     |                                        | 21         | успіх   |
| 223      | Starlink 12-12 V2 mini | 10 січня 2025                                   | Falcon 9                                                     |                                        | 21         | успіх   |
| 224      | Starlink 12-4 V2 mini | 13 січня 2025                                   | Falcon 9                                                     |                                        | 21         | успіх   |
| 225      | Starlink 11-8 V2 mini | 21 січня 2025                                   | Falcon 9                                                     |                                        | 27         | успіх   |
| 226      | Starlink 13-1 V2 mini | 21 січня 2025                                   | Falcon 9                                                     |                                        | 21         | успіх   |
| 227      | Starlink 11-6 V2 mini | 24 січня 2025                                   | Falcon 9                                                     |                                        | 23         | успіх   |
| 228      | Starlink 12-7 V2 mini | 28 січня 2025                                   | Falcon 9                                                     |                                        | 21         | успіх   |
| 229      | Starlink 11-4 V2 mini | 1 лютого 2025                                   | Falcon 9                                                     |                                        | 22         | успіх   |
| 229      | 19 лютого 2025 року Польське космічне агентство (POLSA) повідомило, що на територію Польщі впали елементи американської ракети Falcon 9 компанії Space X, запущеної 1 лютого з бази Ванденберг у Каліфорнії у межах місії Space X Starlink Group 11-4. Фрагменти ракети впали в районі Познані на заході країни, у четвер їх також виявлено в Поморському воєводстві на півночі країни. У цьому зв’язку в Польщі виник скандал, оскільки POLSA не повідомило органи безпеки країни про те, що на територію Польщі можуть падати елементи американських ракет. |                                                 |                                                              |                                        |            |         |
| 230      | Starlink 12-3 V2 mini | 4 лютого 2025                                   | Falcon 9                                                     |                                        | 21         | успіх   |
| 231      | Starlink 12-9 V2 mini | 8 лютого 2025                                   | Falcon 9                                                     |                                        | 21         | успіх   |
| 232      | Starlink 11-10 V2 mini | 11 лютого 2025                                  | Falcon 9                                                     |                                        | 22         | успіх   |
| 233      | Starlink 12-18 V2 mini | 11 лютого 2025                                  | Falcon 9                                                     |                                        | 21         | успіх   |
| 234      | Starlink 12-8 V2 mini | 15 лютого 2025                                  | Falcon 9                                                     |                                        | 21         | успіх   |
| 235      | Starlink 10-12 V2 mini | 19 лютого 2025                                  | Falcon 9                                                     |                                        | 23         | успіх   |
| 236      | Starlink 12-14 V2 mini | 21 лютого 2025                                  | Falcon 9                                                     |                                        | 23         | успіх   |
| 237      | Starlink 15-1 V2 mini | 23 лютого 2025                                  | Falcon 9                                                     |                                        | 22         | успіх   |
| 238      | Starlink 12-13 V2 mini | 27 лютого 2025                                  | Falcon 9                                                     |                                        | 21         | успіх   |
| 239      | Starlink 12-20 V2 mini | 3 березня 2025                                  | Falcon 9                                                     |                                        | 21         | успіх   |
| 240      | Starlink 12-21 V2 mini | 13 березня 2025                                 | Falcon 9                                                     |                                        | 21         | успіх   |
| 241      | Starlink 12-16 V2 mini | 15 березня 2025                                 | Falcon 9                                                     |                                        | 23         | успіх   |
| 242      | Starlink 12-25 V2 mini | 18 березня 2025                                 | Falcon 9                                                     |                                        | 21         | успіх   |
| 243      | Starlink 11-7 V2 mini | 27 березня 2025                                 | Falcon 9                                                     |                                        | 20         | успіх   |
| 244      | Starlink 6-80 V2 mini | 31 березня 2025                                 | Falcon 9                                                     |                                        | 28         | успіх   |
| 245      | Starlink 11-13 V2 mini | 4 квітня 2025                                   | Falcon 9                                                     |                                        | 27         | успіх   |
| 246      | Starlink 6-72 V2 mini | 6 квітня 2025                                   | Falcon 9                                                     |                                        | 28         | успіх   |
| 247      | Starlink 11-11 V2 mini | 8 квітня 2025                                   | Falcon 9                                                     |                                        | 27         | успіх   |
| 248      | Starlink 12-17 V2 mini | 13 квітня 2025                                  | Falcon 9                                                     |                                        | 21         | успіх   |
| 249      | Starlink 6-73 V2 mini | 14 квітня 2025                                  | Falcon 9                                                     |                                        | 27         | успіх   |
| 250      | Starlink 6-74 V2 mini | 25 квітня 2025                                  | Falcon 9                                                     |                                        | 28         | успіх   |
| 251      | Starlink 12-23 V2 mini | 28 квітня 2025                                  | Falcon 9                                                     |                                        | 23         | успіх   |
| 252      | Starlink 11-9 V2 mini | 28 квітня 2025                                  | Falcon 9                                                     |                                        | 27         | успіх   |
| 253      | Starlink 12-10 V2 mini | 29 квітня 2025                                  | Falcon 9                                                     |                                        | 23         | успіх   |
| 254      | Starlink 6-75 V2 mini | 2 травня 2025                                   | Falcon 9                                                     |                                        | 28         | успіх   |
| 255      | Starlink 6-84 V2 mini | 4 травня 2025                                   | Falcon 9                                                     |                                        | 29         | успіх   |
| 256      | Starlink 6-93 V2 mini | 7 травня 2025                                   | Falcon 9                                                     |                                        | 28         | успіх   |
| 257      | Starlink 15-3 V2 mini | 10 травня 2025                                  | Falcon 9                                                     |                                        | 26         | успіх   |
| 258      | Starlink 6-91 V2 mini | 10 травня 2025                                  | Falcon 9                                                     |                                        | 29         | успіх   |
| 259      | Starlink 15-4 V2 mini | 13 травня 2025                                  | Falcon 9                                                     |                                        | 26         | успіх   |
| 260      | Starlink 6-83 V2 mini | 13 травня 2025                                  | Falcon 9                                                     |                                        | 28         | успіх   |
| 261      | Starlink 6-67 V2 mini | 14 травня 2025                                  | Falcon 9                                                     |                                        | 28         | успіх   |
| 262      | Starlink 15-5 V2 mini | 16 травня 2025                                  | Falcon 9                                                     |                                        | 26         | успіх   |
| 263      | Starlink 12-15 V2 mini | 20 травня 2025                                  | Falcon 9                                                     |                                        | 23         | успіх   |
| 264      | Starlink 11-16 V2 mini | 23 травня 2025                                  | Falcon 9                                                     |                                        | 27         | успіх   |
| 265      | Starlink 12-22 V2 mini | 24 травня 2025                                  | Falcon 9                                                     |                                        | 23         | успіх   |
| 266      | Starlink 17-1 V2 mini | 27 травня 2025                                  | Falcon 9                                                     |                                        | 24         | успіх   |
| 267      | Starlink 10-32 V2 mini | 28 травня 2025                                  | Falcon 9                                                     |                                        | 23         | успіх   |
| 268      | Starlink 11-18 V2 mini | 31 травня 2025                                  | Falcon 9                                                     |                                        | 27         | успіх   |
| 269      | Starlink 12-19 V2 mini | 3 червня 2025                                   | Falcon 9                                                     |                                        | 23         | успіх   |
| 270      | Starlink 11-22 V2 mini | 5 червня 2025                                   | Falcon 9                                                     |                                        | 27         | успіх   |
| 271      | Starlink 15-8 V2 mini | 8 червня 2025                                   | Falcon 9                                                     |                                        | 26         | успіх   |
| 272      | Starlink 12-24 V2 mini | 10 червня 2025                                  | Falcon 9                                                     |                                        | 23         | успіх   |
| 273      | Starlink 15-6 V2 mini | 13 червня 2025                                  | Falcon 9                                                     |                                        | 26         | успіх   |
| 274      | Starlink 12-26 V2 mini | 13 червня 2025                                  | Falcon 9                                                     |                                        | 23         | успіх   |
| 275      | Starlink 15-9 V2 mini | 17 червня 2025                                  | Falcon 9                                                     |                                        | 26         | успіх   |
| 276      | Starlink 10-18 V2 mini | 18 червня 2025                                  | Falcon 9                                                     |                                        | 28         | успіх   |
| 277      | Starlink 10-23 V2 mini | 23 червня 2025                                  | Falcon 9                                                     |                                        | 27         | успіх   |
| 278      | Starlink 10-16 V2 mini | 25 червня 2025                                  | Falcon 9                                                     |                                        | 27         | успіх   |
| 279      | Starlink 10-34 V2 mini | 28 червня 2025                                  | Falcon 9                                                     |                                        | 27         | успіх   |
| 280      | Starlink 15-7 V2 mini | 28 червня 2025                                  | Falcon 9                                                     |                                        | 26         | успіх   |
| 281      | Starlink 10-25 V2 mini | 2 липня 2025                                    | Falcon 9                                                     |                                        | 27         | успіх   |
| 282      | Starlink 10-28 V2 mini | 8 липня 2025                                    | Falcon 9                                                     |                                        | 28         | успіх   |
| 283      | Starlink 15-2 V2 mini | 16 липня 2025                                   | Falcon 9                                                     |                                        | 26         | успіх   |
| 284      | Starlink 17-3 V2 mini | 19 липня 2025                                   | Falcon 9                                                     |                                        | 24         | успіх   |
| 285      | Starlink 10-26 V2 mini | 26 липня 2025                                   | Falcon 9                                                     |                                        | 28         | успіх   |
| 286      | Starlink 17-2 V2 mini | 27 липня 2025                                   | Falcon 9                                                     |                                        | 24         | успіх   |
| 287      | Starlink 10-29 V2 mini | 30 липня 2025                                   | Falcon 9                                                     |                                        | 28         | успіх   |
| 288      | Starlink 13-4 V2 mini | 31 липня 2025                                   | Falcon 9                                                     |                                        | 19         | успіх   |
| 289      | Starlink 10-30 V2 mini | 4 серпня 2025                                   | Falcon 9                                                     |                                        | 28         | успіх   |
| 290      | Starlink 17-4 V2 mini | 14 серпня 2025                                  | Falcon 9                                                     |                                        | 24         | успіх   |
| 291      | Starlink 10-20 V2 mini | 14 серпня 2025                                  | Falcon 9                                                     |                                        | 28         | успіх   |
| 292      | Starlink 17-5 V2 mini | 18 серпня 2025                                  | Falcon 9                                                     |                                        | 24         | успіх   |
| 293      | Starlink 17-6 V2 mini | 21 серпня 2025                                  | Falcon 9                                                     |                                        | 24         | в плані |
| 294      | Starlink 10-11 V2 mini | 27 серпня 2025                                  | Falcon 9                                                     |                                        | 28         | в плані |

## Деорбітація
Супутники Starlink, як і всі інші штучні супутники піддаються постійному впливу різноманітних факторів, які пришвидшують їх деорбітацію. Так, наприклад, як було раніше повідомлено, ще в лютому 2022 року 40 супутників Starlink пошкодила потужна геомагнітна буря. Вони поступово сходитимуть з орбіти і згорять в атмосфері Землі протягом найближчого часу.
Станом на 19 вересня 2023 року, Starlink запустила 5017 супутників, але в робочому стані їх перебуває тільки — 4166. 569 супутників було знищено сонячними бурями та іншими проблемами. Як стверджують фахівці вебресурсу SatelliteMap, що стежить за супутниками в космосі, тільки за останні два місяці впало понад 200 супутників Starlink.
З 2020 до 2024 року (включно) було зафіксовано 523 випадки деорбітації супутників Starlink. 

### Сходження з орбіти в хронологічному порядку
Зафіксовані наступні сходження з орбіти супутників Starlink (в хронологічному порядку):
- 4 квітня 2023 року супутник Starlink V2Mini sats (№ 30062 за загальним каталогом космічних апаратів) увійшов у щільні шари атмосфери над узбережжям Каліфорнії та швидше за все згорів[254][255].
- 22 травня 2024 року супутник Starlink-2653 (№ 48665 за загальним каталогом космічних апаратів) увійшов у щільні шари атмосфери над Чорним морем, далі прямуючи над північною частиною Каспійського моря, в районі міста Ставрополя (РФ), почав розвалюватися та припинив своє існування поблизу міста Волгогрвд (РФ)[256][257].